# Hành tinh
Hành tinh là thiên thể quay xung quanh một hằng tinh hay một tàn tích sao, có đủ khối lượng để nó có hình cầu hoặc hình gần(cân bằng thuỷ tĩnh) cầu do chính lực hấp dẫn của nó gây nên, có khối lượng dưới khối lượng giới hạn để có thể diễn ra phản ứng hợp hạch (phản ứng nhiệt hạch) của deuteri, và đã hút sạch miền lân cận quanh nó như các vi thể hành tinh.[a]
Hệ Mặt Trời có tám hành tinh, xếp theo thứ tự khoảng cách từ gần nhất cho đến xa nhất so với mặt trời là Sao Thủy, Sao Kim, Trái Đất, Sao Hỏa, Sao Mộc, Sao Thổ, Sao Thiên Vương, Sao Hải Vương (Sao Diêm Vương từng được xếp vào nhóm này nhưng hiện tại bị loại ra do không đáp ứng được tiêu chí thứ ba trong định nghĩa của IAU 2006). Từ năm 1992, hàng nghìn hành tinh quay xung quanh ngôi sao khác ("hành tinh ngoài Hệ Mặt Trời" hay "hành tinh ngoại hệ") trong Ngân Hà đã được khám phá.

## Từ nguyên
Hành tinh (行星) là từ gốc Hán, theo nghĩa đen là "ngôi sao chuyển động", khác với hằng tinh  chỉ những "ngôi sao đứng yên" như mặt trời. Trên nguyệt san 察世俗每月統記傳 Sát thế tục mỗi nguyệt thống ký truyện kỳ tháng 8, 9 (kỳ chung cho hai tháng 8 và 9) năm Bính Tý, niên hiệu Gia Khánh năm thứ 21 (Tây lịch năm 1816) có bài 論行星 Luận hành tinh. Theo bài viết này thì có bảy ngôi sao lớn đi xung quanh mặt trời(Lúc này thì Hải vương tính chưa được khám phá). Trái Đất (trong bài viết được gọi là 地 địa) là một trong bảy ngôi sao đó. Vì bảy ngôi sao này đều đi xung quanh mặt trời nên được gọi chung là hành tinh. Cũng theo bài viết này, người ta đã phát hiện ra thêm bốn ngôn sao lớn khác nữa, cả bốn ngôi sao đều thuộc loại sao hành tinh. Bốn sao hành tinh mới phát hiện ra được nói đến trong bài viết là bốn tiểu hành tinh Ceres, 2 Pallas, 3 Juno, 4 Vesta. (Tác giả bài viết không phân biệt hành tinh với tiểu hành tinh nên bốn tiểu hành tinh này được gọi là các hành tinh).

## Lịch sử

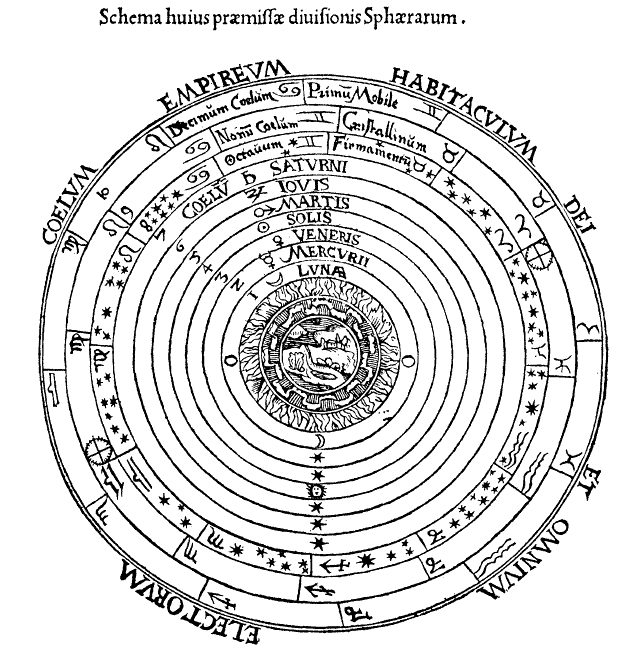
Bản in của mô hình thuyết Địa tâm từ Cosmographia, Antwerp, 1539

Ý niệm về các hành tinh đã gắn liền với lịch sử của nó, từ những ngôi sao lang thang tượng trưng cho các vị thần của người xưa cho đến các thiên thể giống Trái Đất của thời đại khoa học. Khái niệm hành tinh đã được mở rộng cho các thiên thể không chỉ ở trong hệ Mặt Trời, mà cho hàng trăm hành tinh khác nằm ngoài hệ Mặt Trời. Nhiều sự mơ hồ xuất phát từ việc định nghĩa hành tinh đã gây ra rất nhiều tranh cãi khoa học.
Trong thời kì cổ đại, các nhà thiên văn học đã chú ý tới những điểm sáng xác định di chuyển băng qua bầu trời như thế nào so với các ngôi sao khác. Người Hy Lạp cổ đại gọi những đốm sáng này là "πλάνητες ἀστέρες" (planetes asteres: những ngôi sao lang thang) hay đơn giản là "πλανήτοι" (planētoi: những người đi lang thang). Thời Hy Lạp cổ đại, Trung Hoa cổ đại, Babylon và hầu hết các nền văn minh trung cổ, đều tin tưởng một cách tuyệt đối rằng Trái Đất là trung tâm của vũ trụ và mọi "hành tinh" quay xung quanh Trái Đất. Lý do cho sự nhận thức này là các ngôi sao và các hành tinh hiện lên và di chuyển quanh một vòng tròn quanh Trái Đất mỗi ngày, và sự nhận thức này dựa trên cảm nhận chung là Trái Đất là một vật thể rắn và ổn định, nó không di chuyển mà đứng im.

### Babylon
Nền văn minh đầu tiên được biết đến rằng có một lý thuyết về các hành tinh là nền văn minh Babylon, thuộc vùng Mesopotamia ở thiên niên kỷ một và hai trước Công nguyên. Tài liệu thiên văn học về hành tinh cổ nhất được tìm thấy của người Babylon là Bản ghi Kim Tinh của Ammisaduqa, một bản sao chép ở thế kỷ VII trước Công nguyên về các quan sát của chuyển động của Sao Kim có lẽ đã được ghi lại từ đầu thiên niên kỷ thứ hai trước Công nguyên. Các nhà chiêm tinh học Babylon cũng là những người đặt nền tảng cho sự hình thành chiêm tinh học phương Tây. Các bản ghi Enuma anu enlil được viết trong thời Tân Assyria ở thế kỷ VII trước Công nguyên, kết hợp một danh sách các điềm và sự liên hệ của chúng với nhiều hiện tượng thiên văn bao gồm chuyển động của các hành tinh.
Người Sumer, tổ tiên của người Babylon, được coi là một trong những nền văn minh đầu tiên và được công nhận là đã phát minh ra chữ viết, ít nhất cũng đã nhận ra Sao Kim vào khoảng năm 1500 TCN. Ngay sau đó, hành tinh bên trong khác là Sao Thủy và các hành tinh bên ngoài như Sao Hỏa, Sao Mộc và Sao Thổ đã được các nhà thiên văn Babylon nhận ra. Chúng là những hành tinh được biết đến trước khi phát minh ra kính viễn vọng.

### Thế giới Hy Lạp cổ đại
| Hiện đại         | Mặt Trăng | Sao Thủy    | Sao Kim | Mặt Trời | Sao Hỏa | Sao Mộc   | Sao Thổ    |
| Châu Âu trung cổ | ☾ LVNA    | ☿ MERCVRIVS | ♀VENVS  | ☉ SOL    | ♂ MARS  | ♃ IVPITER | ♄ SATVRNVS |

Ban đầu người Hy Lạp không gắn sự linh thiêng cho các hành tinh như người Babylon. Trường phái Pytagor, ở thế kỷ V và VI TCN đã tự phát triển một lý thuyết hành tinh riêng của họ, theo đó Trái Đất, Mặt Trời, Mặt Trăng và các hành tinh quay quanh một "Ngọn lửa Trung tâm" tại tâm vũ trụ. Pythagoras hoặc Parmenides đã lần đầu tiên đồng nhất sao hôm và sao mai (Sao Kim) với nhau.
Trong thế kỷ III trước Công nguyên, Aristarchus của Samos đề xuất một hệ nhật tâm, theo đó Trái Đất và các hành tinh khác quanh xung quanh Mặt Trời. Tuy nhiên, thuyết địa tâm vẫn thống trị cho đến tận cuộc Cách mạng Khoa học. "Cơ chế Antikythera" là một dạng máy tính tương tự được đưa ra để tính toán vị trí tương đối của Mặt Trời, Mặt Trăng, và các hành tinh khác khi cho một ngày xác định.
Đến thế kỷ I trước Công nguyên, trong thời kỳ đỉnh cao của Hy Lạp cổ đại, những người Hy Lạp đã tự phát triển cho họ các sơ đồ toán học để tiên đoán vị trí của các hành tinh. Những sơ đồ này, trên cơ sở hình học hơn là các thuật toán của người Babylon, thậm chí đã trội hơn hẳn những lý thuyết của người Babylon về sự phức tạp và tính hoàn thiện, đã tính đến hầu hết các quan sát về chuyển động thiên văn từ Trái Đất bằng mắt thường. Các lý thuyết này đạt đến sự miêu tả đầy đủ nhất trong tác phẩm Almagest (Sưu tập lớn) do Ptolemy viết vào thế kỷ II. Sự hoàn thiện của mô hình Ptolemy đã thay thế mọi nghiên cứu thiên văn học trước đó và đã thống trị trong các văn bản thiên văn của phương Tây trong 13 thế kỷ sau. Đối với người Hy Lạp và La Mã, có bảy hành tinh được biết đến, và mỗi hành tinh phải quay quanh Trái Đất tuân theo những định luật tổ hợp dựa trên mô hình của Ptolemy. Xếp theo thứ tự tăng dần từ Trái Đất (thứ tự Ptolemy): Mặt Trăng, Sao Thủy, Sao Kim, Mặt Trời, Sao Hỏa, Sao Mộc, và Sao Thổ

### Ấn Độ cổ đại
Năm 499, nhà thiên văn Ấn Độ Aryabhata đã đề xuất một mô hình hành tinh trong đó chuyển động của các hành tinh tuân theo quỹ đạo elip hơn là quỹ đạo tròn. Mô hình của Aryabhata cũng kết hợp miêu tả rõ ràng sự quay của Trái Đất quanh trục của nó, và dựa vào điều này ông đã giải thích sự nhìn thấy các ngôi sao di chuyển về phía tây trên bầu trời. Mô hình này đã được các nhà thiên văn học Ấn Độ thế hệ sau chấp nhận rộng rãi. Những người đi theo tư tưởng của Aryabhata tập trung rất nhiều ở miền nam Ấn Độ, tại đây các nguyên lý của ông về hiện tượng ngày và đêm trên Trái Đất, đã được nối tiếp và phát triển thành các mô hình thứ cấp về Trái Đất.
Năm 1500, Nilakantha Somayaji ở trường toán học và thiên văn học Kerala, đã sửa đổi mô hình của Aryabhata trong tác phẩm Tantrasangraha của ông. Trong một tác phẩm khác của ông, Aryabhatiyabhasya, một bài bình luận về tác phẩm Aryabhatiya của Aryabhata, ông đã phát triển một mô hình hệ hành tinh theo đó Sao Thủy, Sao Kim, Sao Hỏa, Sao Mộc, Sao Thổ quay quanh Mặt Trời, và Mặt Trời lại quanh quay Trái Đất, tương tự như hệ thống Tycho được Tycho Brahe đề xuất sau đó vào cuối thế kỷ XVI. Mọi nhà thiên văn học ở trường Kerala đã đi theo mô hình hệ hành tinh của Nilakantha Somayaji.

### Thế giới Hồi Giáo
Ở thế kỷ XI, sự kiện Sao Kim đi ngang qua Mặt Trời đã được Avicenna quan sát, và ông khẳng định rằng: ít nhất một vài lần Sao Kim ở phía dưới Mặt Trời. Vào thế kỷ XII, Ibn Bajjah đã quan sát thấy "hai hành tinh như là hai điểm đen trên bề mặt Mặt Trời", mà sau đó vào thế kỷ XIII được nhà thiên văn Qotb al-Din Shirazi ở đài quan sát Maragheh vùng Maragha nhận ra là Sao Thủy và Sao Kim đi ngang qua Mặt Trời.

### Thời kỳ Phục Hưng
| Sao Thủy | Sao Kim | Trái Đất | Sao Hỏa | Sao Mộc | Sao Thổ |

Năm hành tinh có từ thời cổ đại, được nhìn thấy bằng mắt thường, đã có một tác động quan trọng trong thần thoại, vũ trụ tôn giáo, và thiên văn học cổ. Tuy nhiên, theo tiến trình về sự hiểu biết khoa học, việc hiểu thuật ngữ "hành tinh" đã thay đổi từ một vật gì đó di chuyển trên bầu trời (so với các ngôi sao cố định) đến một thiên thể quay quanh Trái Đất (hoặc được tin là như vậy tại thời điểm đó), vào thế kỷ XVI là những thiên thể quay quanh Mặt Trời khi thuyết Nhật tâm của Copernicus, cùng những người ủng hộ Galileo và Kepler đã có những ảnh hưởng lớn.
Từ đó Trái Đất được liệt kê vào danh sách các hành tinh, Trong khi Mặt Trời và Mặt Trăng bị loại ra. Ban đầu, khi các vệ tinh đầu tiên của Sao Mộc và Sao Thổ được khám phá ra vào thế kỷ XVII, các thuật ngữ "hành tinh" và "vệ tinh" đã được sử dụng thay thế lẫn nhau được - nhưng sau đó việc sử dụng thuật ngữ thứ hai (để chỉ chúng) đã trở nên thịnh hành ở những thế kỷ sau. Cho đến tận giữa thế kỷ XIX, số lượng các "hành tinh" tăng lên nhanh chóng do việc khám phá ra một thiên thể bất kì quay quanh Mặt Trời đã được cộng đồng các nhà khoa học thêm vào danh sách các hành tinh.

### Thế kỷ XIX
| Sao Thủy | Sao Kim | Trái Đất | Sao Hỏa | Vesta | Juno | Ceres | Pallas | Sao Mộc | Sao Thổ | Sao Thiên Vương |

Trong thế kỷ XIX các nhà thiên văn bắt đầu nhận ra rằng các thiên thể được khám phá thời đó đã được phân loại như là các hành tinh trong hơn một nửa thế kỷ (như Ceres, Pallas, và Vesta), chúng rất khác so với các hành tinh truyền thống khác. Những thiên thể này nằm trong cùng một vùng không gian giữa Sao Hỏa và Sao Mộc (vành đai tiểu hành tinh), và có khối lượng rất nhỏ; do đó chúng được phân loại lại thành "các tiểu hành tinh". Cũng do thiếu những định nghĩa chính thức về hành tinh, một "hành tinh" có thể hiểu là bất kì một thiên thể "lớn" nào quay quanh Mặt Trời. Mặt khác có một khoảng cách kích thước kinh ngạc giữa các tiểu hành tinh và các hành tinh, và sự gia tăng số lượng các "hành tinh mới" dường như đã kết thúc khi Herschel khám phá ra Sao Thiên Vương vào năm 1846, và các nhà thiên văn cảm thấy cần một định nghĩa rõ ràng hình thức về hành tinh.

### Thế kỷ XX
| Sao Thủy | Sao Kim | Trái Đất | Sao Hỏa | Sao Mộc | Sao Thổ | Sao Thiên Vương | Sao Hải Vương |

Tuy nhiên, vào thế kỷ XX, Sao Diêm Vương (Pluto) đã được khám phá ra. Sau những quan sát ban đầu dẫn đến sự tin tưởng nó lớn hơn Trái Đất, thiên thể này ngay lập tức được coi là hành tinh thứ chín. Những quan sát kĩ lưỡng về sau cho thấy nó có kích thước thực sự là nhỏ hơn: năm 1936, Raymond Lyttleton đề xuất là Sao Diêm Vương có thể là một vệ tinh đã thoát ra từ Sao Hải Vương, và Fred Whipple đã đề xuất vào năm 1964 rằng Sao Diêm Vương là một sao chổi. Tuy thế, Sao Diêm Vương vẫn lớn hơn mọi tiểu hành tinh đã được biết đến và dường như không tồn tại một thiên thể nào lớn hơn nó nữa, nên Sao Diêm Vương vẫn được coi là một hành tinh cho đến tận năm 2006. 
| Sao Thủy | Sao Kim | Trái Đất | Sao Hỏa | Sao Mộc | Sao Thổ | Sao Thiên Vương | Sao Hải Vương | Sao Diêm Vương |

Năm 1992, các nhà thiên văn học Aleksander Wolszczan và Dale Frail loan báo đã tìm thấy hai hành tinh quay xung quanh một sao xung, đó là PSR B1257+12 B và C. Khám phá này được công nhận rộng rãi về sự xác định chính xác đầu tiên về một hệ hành tinh quay xung quanh một ngôi sao khác. Sau đó, vào ngày 6 tháng 10 năm 1995, Michel Mayor và Didier Queloz ở đại học Geneva công bố xác định được một hành tinh ngoài hệ Mặt Trời quay quanh một ngôi sao thông thường ở dải chính (51 Pegasi).
Sự khám phá ra các hành tinh ngoài hệ Mặt Trời đã dẫn đến sự nhập nhằng trong việc định nghĩa một hành tinh, ở điểm mà một hành tinh có thể trở thành một ngôi sao. Rất nhiều hành tinh ngoài hệ Mặt Trời có khối lượng gấp nhiều lần khối lượng Sao Mộc, gần bằng với một thiên thể sao gọi là "sao lùn lâu". Các sao lùn nâu được công nhận rộng rãi là các ngôi sao do có khả năng đốt cháy nhiên liệu deuterium, một đồng vị nặng hơn của hydro. Trong khi các ngôi sao nặng hơn 75 lần Sao Mộc có thế đốt cháy hydro, thì các ngôi sao chỉ bằng 13 lần khối lượng Sao Mộc có thể đốt cháy deuterium. Tuy nhiên, deuterium khá hiếm, và mọi sao lùn nâu có thể đã đốt hết deuterium từ rất lâu trước khi chúng được phát hiện ra, làm cho chúng khó có thể phân biệt được với các hành tinh siêu nặng.

### Thế kỷ XXI
| Sao Thủy | Sao Kim | Trái Đất | Sao Hỏa | Sao Mộc | Sao Thổ | Sao Thiên Vương | Sao Hải Vương |

Trong suốt nửa cuối thế kỷ XX, sự khám phá ra nhiều thiên thể bên trong Hệ Mặt Trời và các thiên thể lớn khác xung quanh các ngôi sao khác, đã nảy sinh tranh cãi về bản chất của một hành tinh. Đã có sự bác bỏ đặc biệt về việc liệu một thiên thể có thể xem là một hành tinh nếu nó là một thành viên phân biệt được trong số khác của vành đai tiểu hành tinh, hoặc nếu nó đủ lớn để tạo ra năng lượng nhờ phản ứng đốt cháy nhiệt hạt nhân của deuterium.
Số lượng các nhà thiên văn đề nghị rút Sao Diêm Vương ra khỏi danh sách hành tinh đã tăng lên đáng kể, từ khi có rất nhiều thiên thể có kích thước gần bằng với nó được tìm thấy trong cùng một vùng của Hệ Mặt Trời (vành đai Kuiper) từ thập niên 1990 đến đầu thập niên 2000. Sao Diêm Vương chỉ là một thiên thể nhỏ trong tập hợp hàng nghìn thiên thể trong vành đai này.
Một trong số chúng bao gồm Quaoar, Sedna, và Eris đã từng được công bố trước đại chúng như là hành tinh thứ mười, tuy vậy đã không nhận được sự công nhận rộng rãi của cộng đồng khoa học. Sự kiện khám phá ra Eris, một thiên thể nặng hơn 27% so với khối lượng Sao Diêm Vương, là một ví dụ điển hình.
Đối mặt với vấn đề này, Hiệp hội Thiên văn Quốc tế (IAU) đã có kế hoạch đặt ra định nghĩa hành tinh, và điều này đã được đưa ra năm 2006. Số lượng các hành tinh giảm xuống còn tám thiên thể rất lớn mà có quỹ đạo sạch (Sao Thủy, Sao Kim, Trái Đất, Sao Hỏa, Sao Mộc, Sao Thổ, Sao Thiên Vương, Sao Hải Vương), và một lớp mới các hành tinh lùn được đưa ra, ban đầu gồm ba thiên thể (Ceres, Pluto và Eris).

#### Định nghĩa hành tinh ngoài hệ Mặt Trời
Năm 2003, nhóm công tác về các Hành tinh ngoài hệ Mặt Trời của Hiệp hội Thiên văn Quốc tế (IAU) đã công bố một định nghĩa về các hành tinh được kết hợp với định nghĩa sau, hầu hết tập trung vào các thiên thể có ranh giới nằm giữa các hành tinh và các sao lùn nâu:
1. Các thiên thể với khối lượng thật sự dưới khối lượng giới hạn để xảy ra phản ứng hợp hạch deuterium (tính toán hiện tại là với khối lượng 13 lần khối lượng Sao Mộc cho các thiên thể có cùng phổ biến đồng vị như Mặt Trời[42]) mà quay quanh một ngôi sao hay tàn tích của ngôi sao là "hành tinh" (cho dù chúng được hình thành như thế nào). Khối lượng và kích thước nhỏ nhất cho các thiên thể ngoài hệ Mặt Trời được coi là một hành tinh có thể giống như với các hành tinh trong Hệ Mặt Trời.
2. Các thiên thể cận sao với khối lượng thật sự nằm trên khối lượng giới hạn cho phản ứng hợp hạch của deuterium là các "sao lùn nâu", không liên quan gì đến sự hình thành hay vị trí của chúng.
3. Các thiên thể trôi tự do trong các cụm sao trẻ với khối lượng dưới khối lượng cho phản ứng hợp hạch của deuterium không là "các hành tinh", nhưng là các "sao cận lùn nâu" (hoặc một tên gọi gần giống nhất gì đó).

Định nghĩa này từ đó đã được các nhà thiên văn sử dụng rộng rãi khi công bố các khám phá ra các hành tinh ngoài hệ Mặt Trời trong các tạp chí chuyên ngành. Mặc dù mang tính tạm thời, nó vẫn là một định nghĩa có hiệu quả cho nghiên cứu cho đến khi có một định nghĩa lâu bền hơn được chính thức công nhận. Tuy nhiên, nó không giải quyết được các tranh cãi về giới hạn dưới cho khối lượng, và do đó nó định hướng một cách rõ ràng cho những tranh luận về các thiên thể bên trong Hệ Mặt Trời. Định nghĩa này cũng không bình luận về trạng thái của các hành tinh quay quanh sao lùn nâu như 2M1207b. Một sao cận lùn nâu là một thiên thể với khối lượng hành tinh được hình thành thông qua sự suy sụp của đám mây hơn là sự bồi tụ. Sự phân biệt giữa một sao cận lùn nâu và một hành tinh là chưa rõ ràng; các nhà thiên văn được chia ra làm hai phe để xem xét liệu tiến trình hình thành của một hành tinh có liên quan đến sự phân loại và định nghĩa hành tinh hay không.

#### Định nghĩa năm 2006
Trở ngại về giới hạn dưới đã được đưa ra thảo luận trong suốt đại hội năm 2006 của Đại hội đồng IAU. Sau nhiều tranh cãi và đã có một đề nghị bị bác bỏ, hội đồng đã bỏ phiếu thông qua một nghị quyết về định nghĩa hành tinh trong Hệ Mặt Trời như sau:
Một thiên thể mà 
(a) quay xung quanh Mặt Trời, 
(b) có khối lượng đủ lớn để lực hấp dẫn của chính nó vượt qua các lực vật thể rắn sao cho nó có dạng cân bằng thủy tĩnh (gần hình cầu), 
(c) đã dọn sạch miền lân cận quanh quỹ đạo của nó.
Theo định nghĩa này, Hệ Mặt Trời được coi là có tám hành tinh. Các thiên thể thỏa mãn đầy đủ hai điều kiện đầu nhưng không thỏa mãn điều kiện thứ ba (như Pluto, Makemake và Eris) được phân loại thành các hành tinh lùn, và cho thấy chúng cũng không phải là các vệ tinh tự nhiên của các hành tinh khác. Ban đầu một ủy ban của IAU đã đề xuất một định nghĩa có kể đến một số lớn các hành tinh mà không đề cập đến điều kiện (c). Sau nhiều thảo luận, hội đồng đã quyết định thông qua đề cử cho những thiên thể này được phân loại thành các hành tinh lùn.
Định nghĩa này có cơ sở trên các lý thuyết hình thành hành tinh, trong đó ban đầu các phôi hành tinh đã dọn sạch miền lân cận quanh quỹ đạo của chúng khỏi các thiên thể nhỏ hơn. Nhà thiên văn học Steven Soter miêu tả:
Sản phẩm cuối cùng của một đĩa bồi tụ thứ cấp là một lượng nhỏ các thiên thể tương đối lớn (các hành tinh) trong các quỹ đạo không cắt nhau hoặc cộng hưởng, khiến cho chúng không thể va chạm với nhau. Các tiểu hành tinh và các sao chổi, bao gồm các KBO [các thiên thể vành đai Kuiper], khác với các hành tinh vì chúng có thể va chạm với nhau và với các hành tinh.
Sau khi kết thúc cuộc bỏ phiếu của IAU 2006, đã có một tranh cãi và tranh luận về định nghĩa này, và nhiều nhà thiên văn học đã tuyên bố rằng họ sẽ không sử dụng định nghĩa này. Một phần chủ yếu trong những tranh cãi này là về điều kiện (c) (quỹ đạo sạch) không nên đưa vào định nghĩa, và các thiên thể được phân loại thành các hành tinh lùn có thể là một phần trong một định nghĩa rộng hơn về hành tinh. Theo thứ tự tăng dần khoảng cách đến Mặt Trời, các vật thể nhìn chung được các nhà thiên văn học đồng thuận là hành tinh lùn gồm Ceres, Orcus, Sao Diêm Vương, Haumea, Quaoar, Makemake, Gonggong, Eris và Sedna.
Bên ngoài cộng đồng khoa học, Sao Diêm Vương đã có một ý nghĩa văn hóa quan trọng trong nhiều thế hệ công chúng khi xem nó là một hành tinh kể từ khi phát hiện ra nó năm 1930. Sự khám phá ra Eris đã được thông báo rộng rãi trên các phương tiện truyền thông như nó là một hành tinh thứ mười và do đó sự phân loại lại ba thiên thể thành các hành tinh lùn đã thu hút rất nhiều sự chú ý của truyền thông và công chúng.

### Các phân loại cũ
Bảng dưới liệt kê Các thiên thể trong Hệ Mặt Trời đã từng được xem là các hành tinh:
| Thiên thể (phân loại hiện tại) | Thiên thể (phân loại hiện tại) | Thiên thể (phân loại hiện tại)                                                         | Thiên thể (phân loại hiện tại)                        | Ghi chú |
| Sao                            | Hành tinh lùn                  | Tiểu hành tinh                                                                         | Vệ tinh                                               | Ghi chú |
| ------------------------------ | ------------------------------ | -------------------------------------------------------------------------------------- | ----------------------------------------------------- | --- |
| Mặt Trời                       |                                |                                                                                        | Mặt Trăng                                             | Được phân loại thành hành tinh trước đây, tuân theo các định nghĩa từng được sử dụng. |
|                                |                                |                                                                                        | Io, Europa, Ganymede, và Callisto                     | Bốn vệ tinh lớn nhất của Sao Mộc, còn gọi là các vệ tinh Galileo sau khi Galileo Galilei khám phá ra. Ông đã đặt tên chúng là "Các hành tinh Medici" để biết ơn người bảo trợ của ông, gia đình Medici.                                                      |
|                                |                                |                                                                                        | Titan,[b] Iapetus,[c] Rhea,[c] Tethys,[d] và Dione[d] | Năm vệ tinh lớn nhất của Sao Thổ, do Christiaan Huygens và Giovanni Domenico Cassini khám phá ra. |
|                                | Ceres[e]                       | Pallas, Juno, và Vesta                                                                 |                                                       | Các tiểu hành tinh đầu tiên được biết đến, từ khi chúng được khám phá ra trong khoảng từ năm 1801 tới năm 1807, cho đến khi chúng được phân loại thành các tiểu hành tinh trong thập niên 1850. Ceres sau đó đã được phân loại thành hành tinh lùn năm 2006. |
|                                |                                | Astrea, Hebe, Iris, Flora, Metis, Hygeia, Parthenope, Victoria, Egeria, Irene, Eunomia |                                                       | Các tiểu hành tinh khác, được phát hiện trong các năm từ 1845 đến 1851. Sự mở rộng nhanh chóng danh sách các hành tinh đã nhắc nhở các nhà thiên văn học phải phân loại lại thành các tiểu hành tinh, điều này đã được chấp nhận rộng rãi vào năm 1854.      |
|                                | Pluto[f]                       |                                                                                        |                                                       | Thiên thể ngoài Sao Hải Vương đầu tiên được phát hiện (các hành tinh nhỏ với bán trục lớn dài hơn của Sao Hải Vương. Năm 2006, Pluto đã được phân loại lại thành một hành tinh lùn.                                                                          |

## Trong thần thoại và tên gọi

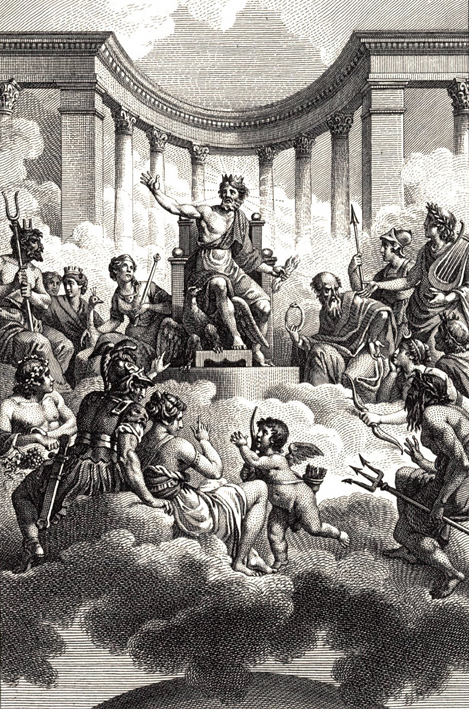
Các vị thần trên đỉnh Olympus, và tên của họ được đặt tên cho các hành tinh.

Người phương Tây đặt tên cho các hành tinh xuất phát từ tên gọi thông dụng của người La Mã, hầu hết bắt nguồn từ cách gọi của người Hy Lạp và Babylon. Theo người Hy Lạp cổ đại, hai thiên thể sáng nhất Mặt Trời và Mặt Trăng được gọi lần lượt là Helios và Selene; hành tinh ở xa nhất gọi là Phainon, người chiếu sáng; sau đó là Phaethon, "ánh sáng"; hành tinh đỏ được gọi là Pyroeis, "lửa"; hành tinh sáng nhất là Phosphoros, "người giữ ánh sáng"; và hành tinh cuối cùng được gọi là Stilbon, người hy vọng. Người Hy Lạp cũng đặt tên các hành tinh theo tên của các vị thần trong đền thờ các vị thần, mười hai vị thần trên đỉnh Olympus: Helios và Selene là tên của các hành tinh và của các thần, Phainon được dành cho Cronus, một Titan là cha của 12 vị thần Olympus; Phaethon dành cho Zeus, con của Cronus và là người đã hạ bệ ngai vàng của Cronus; Pyroeis dành cho Ares, con trai của Zeus và là thần chiến tranh; Phosphorus được gắn với Aphrodite, vị thần tình yêu; và cuối cùng là Hermes, vị thần đưa tin và là thần trí tuệ và học vấn, được dành cho tên gọi Stilbon.
Thực sự việc người Hy Lạp gắn tên các vị thần của họ cho các hành tinh là hoàn toàn mượn từ người Babylon. Tên gọi Phosphorus trong văn hóa Babylon là dành cho thần tình yêu của họ, thần Ishtar; Pyroeis dành cho thần chiến tranh, Nergal, Stilbon của thần thông thái Nabu, và Phaethon là tên gọi dành cho thần tối cao Marduk. Có rất nhiều sự giống nhau trong cách đặt tên các vị thần của người Hy Lạp và người Babylon. Ví dụ, thần chiến tranh Nergal của người Babylon được người Hy Lạp đồng nhất với thần Ares. Tuy nhiên, không giống như Ares, thần Nergal còn là thần của bệnh dịch và địa ngục.
Ngày nay, người phương Tây biết tên các hành tinh là từ tên của 12 vị thần trên đỉnh Olympus. Trong khi người Hy Lạp hiện đại vẫn sử dụng tên gọi cổ xưa cho các hành tinh, thì trong những ngôn ngữ châu Âu khác, do sự ảnh hưởng của Đế quốc La Mã và Nhà thờ Thiên Chúa giáo, đã sử dụng tên gọi theo La Mã (hay Latinh) hơn là sử dụng tên gọi của người Hy Lạp. Người La Mã, giống như người Hy Lạp, là thuộc về chủng người Ấn-Âu, có chung một văn hóa thờ thần dưới những tên gọi khác nhau nhưng thiếu đi những trang viết miêu tả giàu truyền thống mà văn hóa thơ ca Hy Lạp đã gán cho tên gọi các thần của họ. Trong cuối thời kỳ Cộng hòa La Mã, những nhà văn La Mã đã mượn rất nhiều từ văn học miêu tả của người Hy Lạp và đem áp dụng cho thần thoại của họ, để chỉ ra nơi mà chúng trở lên hầu như không phân biệt được. Khi người La Mã nghiên cứu thiên văn học Hy Lạp, họ đã đặt tên các hành tinh theo như tên của các vị thần trong tín ngưỡng của họ: Mercurius (cho Hermes), Venus (Aphrodite), Mars (Ares), Iuppiter (Zeus) và Saturnus (Cronus). Khi những hành tinh về sau được phát hiện thêm ra ở thế kỷ XVIII và 19, cách đặt tên như trên lại tiếp tục được dùng: Uranus (Ouranos) và Neptūnus (Poseidon).
Một số người La Mã, theo niềm tin có thể có nguồn gốc ở Mesopotamia nhưng phát triển ở Ai Cập thuộc Hy Lạp tin rằng bảy vị thần mà các hành tinh mang tên đã thực hiện những cuộc dịch chuyển theo giờ để tìm kiếm những sự vụ trên Trái Đất. Thứ tự dịch chuyển bao gồm Sao Thổ, Sao Mộc, Sao Hỏa, Mặt Trời, Sao Kim, Sao Thủy, Mặt Trăng (từ hành tinh xa nhất đến hành tinh gần nhất)). Do vậy ngày đầu tiên bắt đầu với Sao Thổ (hay lúc 1 giờ), ngày thứ hai bắt đầu với Mặt Trời (giờ thứ 25), sau đó là Mặt Trăng (giờ thứ 49), Sao Hỏa, Sao Thủy, Sao Mộc và Sao Kim. Từ mỗi ngày được đặt tên theo các vị thần mà giờ bắt đầu tương ứng với họ, lên đây cũng là thứ tự của các ngày trong tuần theo lịch La Mã sau khi chu kỳ ngày chợ được từ bỏ - và vẫn còn được dùng trong nhiều ngôn ngữ hiện đại.. Chủ nhật (Sunday), thứ Hai (Monday) và thứ Bảy (Saturday) được phiên dịch trực tiếp từ những tên gọi La Mã này. Trong tiếng Anh những ngày khác được đổi tên theo sau Tiw, (Tuesday) Wóden (Wednesday), Thunor (Thursday), và Fríge (Friday), đây là những thần Anglo-Saxon được xem là tương đương lần lượt với Mars, Mercury, Jupiter, và Venus.
Do Trái Đất chỉ được chấp nhận rộng rãi là một hành tinh vào thế kỷ XVII, nên không có một tên gọi truyền thống nào của các vị thần dành cho nó. Nguồn gốc tên gọi Earth từ một từ Anglo-Saxon ở thế kỷ thứ VIII là erda, có nghĩa là nền hay đất và lần đầu tiên được sử dụng trong văn bản là tên gọi của một hình cầu giống Trái Đất có lẽ vào khoảng năm 1300. Đó cũng là tên gọi hành tinh duy nhất trong tiếng Anh không bắt nguồn từ thần thoại Hy Lạp hay thần thoại La Mã. Rất nhiều ngôn ngữ thời La Mã đã sử dụng từ terra (hoặc một vài biến thể của nó) với ý nghĩa miêu tả vùng đất khô (ngược lại với biển). Tuy vậy, các ngôn ngữ không thuộc ngữ hệ La Mã sử dụng riêng tên gọi của những ngôn ngữ đó cho Trái Đất. Người Hy Lạp vẫn dùng tên gọi gốc, Γή (Ge hay Yi); ngữ hệ Đức, gồm cả tiếng Anh, sử dụng nhiều biến thể của từ trong tiếng Đức cổ ertho, "nền," mà có thể thấy trong tiếng Anh là Earth, tiếng Đức Erde, tiếng Hà Lan Aarde, và tiếng Scandinavia Jorde.
Những nền văn hóa ngoài châu Âu sử dụng hệ thống tên gọi hành tinh riêng. Ấn Độ sử dụng một hệ thống tên gọi dựa trên Navagraha, gắn tên bảy hành tinh là Surya cho Mặt Trời, Chandra cho Mặt Trăng, và Budha, Shukra, Mangala, Bṛhaspati và Shani lần lượt cho Sao Thủy, Sao Kim, Sao Hỏa, Sao Mộc, và Sao Thổ và sự thăng giáng của giao điểm Mặt Trăng lần lượt là Rahu (La Hầu) và Ketu (Kế Đô). Trung Hoa và các nước thuộc Đông Á chịu ảnh hưởng về mặt văn hóa-lịch sử (như Nhật Bản, Hàn Quốc và Việt Nam) sử dụng tên gọi cho các hành tinh dựa trên Ngũ hành: Thủy (Sao Thủy/Thủy Tinh), Kim (Sao Kim/Kim Tinh), Hỏa (Sao Hỏa/Hỏa Tinh), Mộc (Sao Mộc/Mộc Tinh) và Thổ (Sao Thổ/Thổ Tinh).

## Sự hình thành
Hiện tại chúng ta vẫn chưa biết thực sự các hành tinh đã hình thành như thế nào. Theo lý thuyết hiện nay thì chúng được hình thành từ sự suy sụp của một tinh vân thành một đĩa mỏng gồm khí và bụi. Một tiền sao hình thành tại tâm, bao xung quanh nó là một đĩa tiền hành tinh quay xung quanh. Thông qua sự bồi tụ (một quá trình va chạm dính) các hạt bụi trong đĩa dần dần tích tụ lại thành một vật thể có khối lượng lớn hơn. Sự tập trung cục bộ các khối lượng này được gọi là các "vi hành tinh", và chúng làm gia tăng quá trình bồi tụ bằng cách hút thêm các vật chất xung quanh bởi lực hấp dẫn của chúng. Các tập trung này trở lên đặc hơn cho đến khi chúng suy sụp lại dưới ảnh hưởng của hấp dẫn để hình thành lên tiền hành tinh. Sau khi một hành tinh đạt đến một đường kính lớn hơn đường kính của Mặt Trăng của Trái Đất, nó bắt đầu tích lũy một bầu khí quyển được mở rộng, tăng nhanh tốc độ bắt các vi hành tinh bằng trở lực khí quyển.

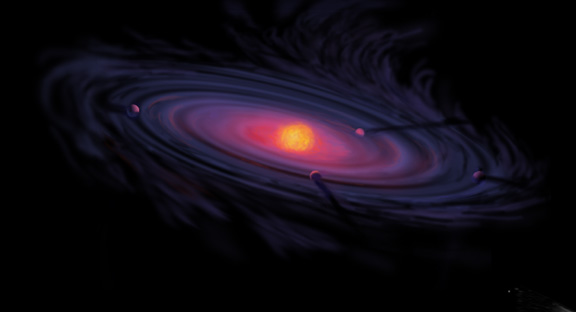
Ảnh vẽ minh họa đĩa tiền hành tinh

Khi một tiền sao phát triển tới khi nó bắt đầu thực hiện các phản ứng trong lõi của nó để tạo thành một sao, đĩa tiền sao bị thổi bay đi bởi "sự bốc hơi quang học", bởi gió sao, sự kéo Poynting-Robertson và các hiệu ứng khác. Sau đó vẫn còn rất nhiều đĩa tiền hành tinh quay xung quanh ngôi sao hoặc quay xung quanh nhau, nhưng theo thời gian rất nhiều trong số chúng sẽ va chạm với nhau, hoặc là hình thành lên một hành tinh lớn hơn hoặc giải phóng vật chất cho những tiền hành tinh lớn hơn hoặc bị các hành tinh hấp thụ. Những thiên thể này trở lên đủ nặng sẽ bắt hầu hết vật chất rơi vào vùng quỹ đạo lân cận của chúng để trở thành hành tinh. Trong khi đó, các tiền hành tinh nào tránh được các va chạm có thể sẽ trở thành các vệ tinh tự nhiên của các hành tinh thông qua quá trình bắt giữ bằng lực hấp dẫn, hoặc ở trong các vành đai của các thiên thể để trở thành hoặc là hành tinh lùn hoặc là các thiên thể nhỏ trong hệ mặt trời.
Các va chạm mạnh của các vi hành tinh nhỏ hơn (cũng như phân rã phóng xạ) sẽ nung nóng hành tinh đang hình thành, làm cho nó bị tan chảy ít nhất là một phần. Phần cấu trúc bên trong của hành tinh bắt đầu phân chia theo khối lượng, và phát triển một lõi với mật độ lớn nhất. Các hành tinh đất đá nhỏ hơn mất hầu hết bầu khí quyển của chúng do sự bồi tụ này, nhưng những khí bị mất đi có thể được thay thế bởi khí thoát ra từ lớp vỏ ngoài cùng và từ các va chạm với các sao chổi. (Các hành tinh nhỏ hơn sẽ mất đi bất kì bầu khí quyển nào chúng nhận được thông qua nhiều cơ chế thoát.)
Cùng với sự khám phá và quan sát các hệ hành tinh xung quanh một ngôi sao khác, điều này đã mở ra khả năng tìm hiểu kĩ lưỡng thậm chí là sửa đổi lại những quan niệm của chúng ta về sự hình thành của hành tinh. Mức độ của tính kim loại - một thuật ngữ thiên văn học để miêu tả sự có mặt của các nguyên tố hóa học với nguyên tử số lớn hơn 2 (heli) - bây giờ có thể dùng để phát hiện liệu một ngôi sao sẽ có hệ hành tinh quay xung quanh hay không. Từ đó người ta nghĩ rằng các sao giàu kim loại có khả năng chứa hệ hành tinh cao hơn so với các sao nghèo kim loại.

## Bên trong Hệ Mặt Trời

Các hành tinh và hành tinh lùn trong Hệ Mặt Trời. (kích thước theo tỷ lệ, khoảng cách không theo tỷ lệ)

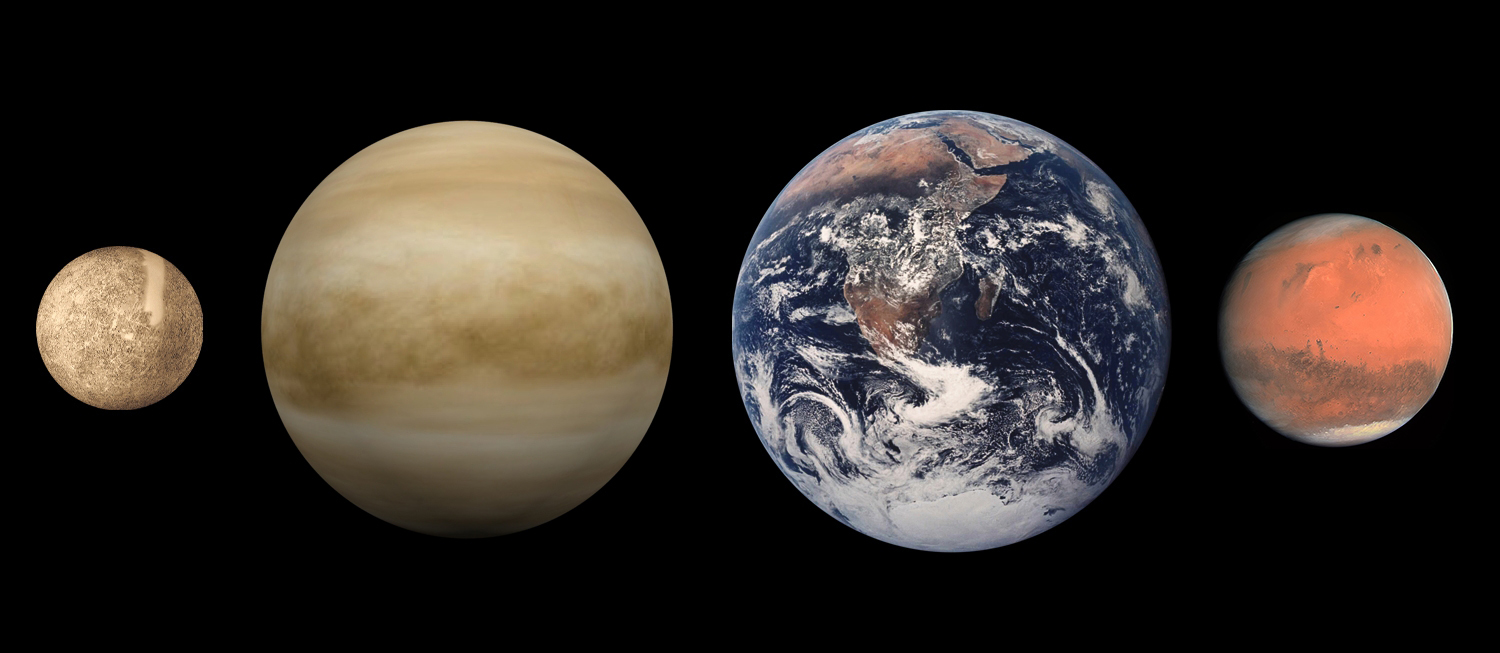
Bốn hành tinh đất đá: Sao Thủy, Sao Kim, Trái Đất, Sao Hỏa (kích thước theo tỷ lệ, khoảng cách không theo tỷ lệ)

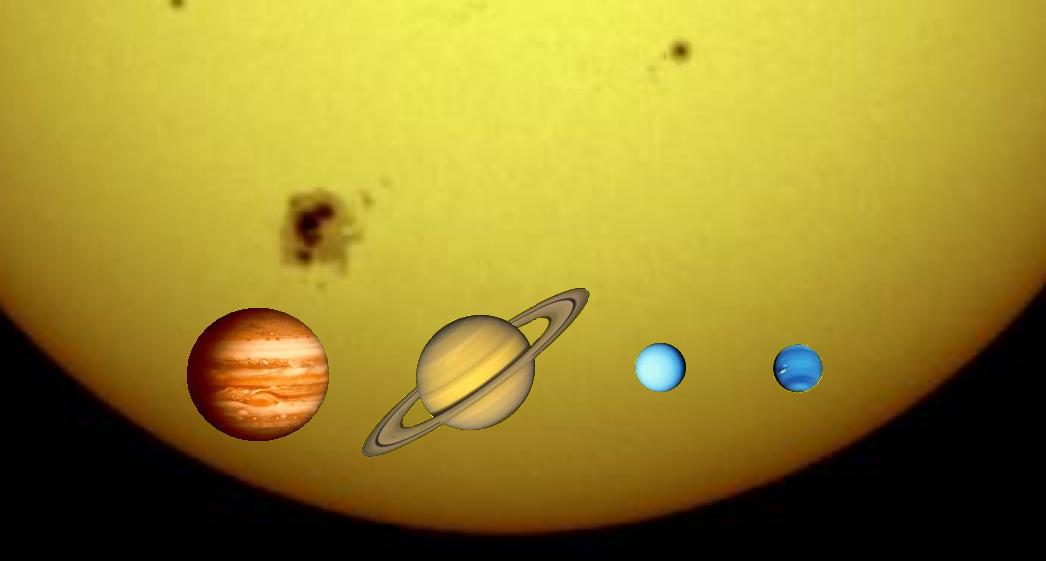
Bốn hành tinh khí khổng lồ so với Mặt Trời: Sao Mộc, Sao Thổ, Sao Thiên Vương, Sao Hải Vương (kích thước theo tỷ lệ, khoảng cách không theo tỷ lệ)

Theo Hiệp hội Thiên văn Quốc tế (International Astronomical Union), 8 hành tinh sau đây được chấp nhận như hành tinh chính thức của Hệ Mặt Trời:
- Sao Thủy ()
- Sao Kim ()
- Trái Đất () - cùng với vệ tinh của nó là Mặt Trăng
- Sao Hỏa () - cùng với 2 vệ tinh của nó là Deimos và Phobos
- Sao Mộc () - cùng với 79 vệ tinh của nó
- Sao Thổ () - cùng với 82 vệ tinh của nó
- Sao Thiên Vương (, ) - cùng với 27 vệ tinh của nó
- Sao Hải Vương () - cùng với 14 vệ tinh của nó

Sao Mộc là hành tinh lớn nhất gấp 318 lần khối lượng Trái Đất, trong khi đó Sao Thủy là nhỏ nhất bằng 0,055 lần khối lượng Trái Đất.
Các hành tinh trong Hệ Mặt Trời có thể được chia ra thành các loại dựa theo thành phần của chúng:
- Hành tinh đất đá: Các hành tinh giống với Trái Đất, với phần lớn thành phần của chúng được cấu tạo từ đá. Sao Thủy, Sao Kim, Trái Đất và Sao Hỏa. Với khối lượng bằng 0,055 lần khối lượng của Trái Đất, Sao Thủy là hành tinh đất đá nhỏ nhất (và là hành tinh nhỏ nhất) trong Hệ Mặt Trời, trong khi Trái Đất là hành tinh đất đá lớn nhất.
- Hành tinh khí khổng lồ (hành tinh kiểu Mộc Tinh): Các hành tinh với thành phần chủ yếu từ vật chất dạng khí và có khối lượng lớn hơn rất nhiều so với các hành tinh đất đá: Sao Mộc, Sao Thổ, Sao Thiên Vương, Sao Hải Vương. Sao Mộc là hành tinh lớn nhất trong Hệ Mặt Trời, bằng 318 lần khối lượng Trái Đất, sau đó là Sao Thổ với khối lượng 95 lần khối lượng Trái Đất.
  - Hành tinh băng đá khổng lồ, bao gồm Sao Thiên Vương và Sao Hải Vương, là nhóm con của các hành tinh khí khổng lồ, được phân biệt với các hành tinh khí khổng lồ bởi khối lượng thấp hơn của chúng (chỉ bằng 14 và 17 lần khối lượng Trái Đất), và đã mất gần hết hydro và heli trong bầu khí quyển của chúng cùng với một tỉ lệ lớn đá và băng.

| | Tên gọi         | Đường kính xích đạo[a] | Khối lượng[a] | Bán kính quỹ đạo (AU) | Chu ki quỹ đạo (năm)[a] | Độ nghiêng so với xích đạo của Mặt Trời (°) | Độ lệch tâm quỹ đạo | Chu kỳ quay (ngày) | Tên các vệ tinh[c] | Vành đai | Bầu khí quyển |
| --- | --------------- | ---------------------- | ------------- | --------------------- | ----------------------- | ------------------------------------------- | ------------------- | ------------------ | ------------------ | -------- | ------------- |
| Hành tinh đá | Sao Thủy        | 0,382                  | 0,06          | 0,39                  | 0,24                    | 3,38                                        | 0,206               | 58,64              | –                  | không    | rất nhỏ       |
| Hành tinh đá | Sao Kim         | 0,949                  | 0,82          | 0,72                  | 0,62                    | 3,86                                        | 0,007               | -243,02            | –                  | không    | CO2, N2       |
| Hành tinh đá | Trái Đất[b]     | 1,00                   | 1,00          | 1,00                  | 1,00                    | 7,25                                        | 0,017               | 1,00               | 1                  | không    | N2, O2        |
| Hành tinh đá | Sao Hỏa         | 0,532                  | 0,11          | 1,52                  | 1,88                    | 5,65                                        | 0,093               | 1,03               | 2                  | không    | CO2, N2       |
| Hành tinh khí khổng lồ | Sao Mộc         | 11,209                 | 317,8         | 5,20                  | 11,86                   | 6,09                                        | 0,048               | 0,41               | 66                 | có       | H2, He        |
| Hành tinh khí khổng lồ | Sao Thổ         | 9,449                  | 95,2          | 9,54                  | 29,46                   | 5,51                                        | 0,054               | 0,43               | 62                 | có       | H2, He        |
| Hành tinh khí khổng lồ | Sao Thiên Vương | 4,007                  | 14,6          | 19,22                 | 84,01                   | 6,48                                        | 0,047               | -0,72              | 27                 | có       | H2, He        |
| Hành tinh khí khổng lồ | Sao Hải Vương   | 3,883                  | 17,2          | 30,06                 | 164,8                   | 6,43                                        | 0,009               | 0,67               | 13                 | có       | H2, He        |
| a Đo so với Trái Đất. b Xem bài Trái Đất để có được các giá trị tuyệt đối. c Sao Mộc chắc chắn có nhiều vệ tinh tự nhiên nhất (63) trong Hệ Mặt Trời. d Giống như Pluto, khi gần viễn điểm quỹ đạo, bầu khí quyển tạm thời bị nghi ngờ. |                 |                        |               |                       |                         |                                             |                     |                    |                    |          |               |

## Các hành tinh ngoài Hệ Mặt Trời

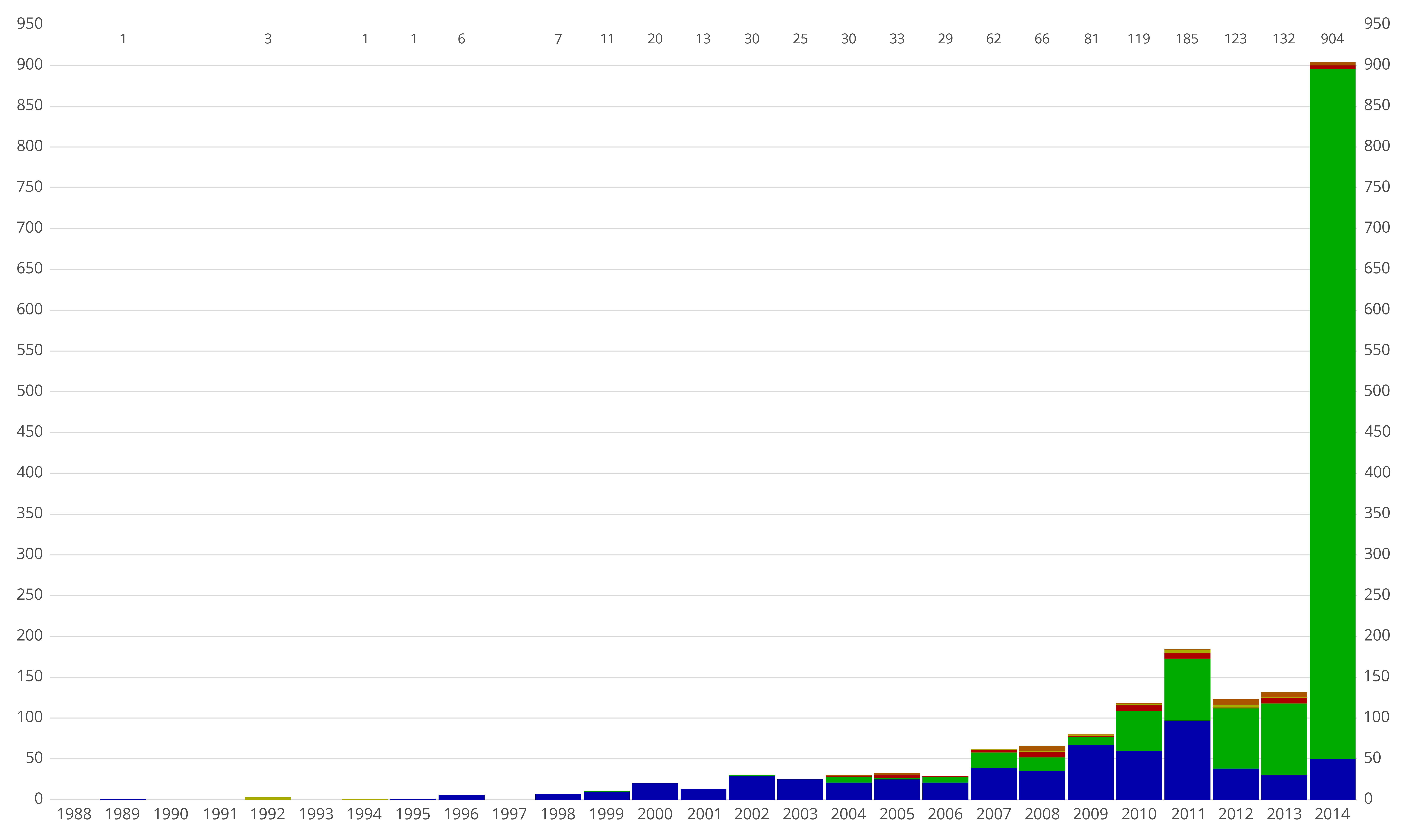
Hành tinh ngoại hệ, theo năm khám phá, cho đến tháng 9 năm 2014.

Hành tinh ngoại hệ lần đầu tiên được phát hiện và công nhận là một hành tinh quay quanh một ngôi sao thường nằm trong dải chính, công bố phát hiện vào ngày 6 tháng 10 năm 1995, khi Michel Mayor và Didier Queloz ở Đại học Geneva thông báo đã xác định được một hành tinh ngoài hệ Mặt Trời quay quanh sao 51 Pegasi.
Hành tinh nhỏ nhất từng phát hiện đã được tìm thấy quay xung quanh một tàn dư sao đã cạn kiệt nhiên liệu gọi là sao xung, đó là PSR B1257+12. Đã có gần một tá hành tinh ngoài hệ Mặt Trời được tìm thấy có khối lượng từ 10 đến 20 lần khối lượng Trái Đất, ví dụ chúng quay quanh các sao Mu Arae, 55 Cancri và GJ 436. Những hành tinh này đã được đặt cho tên hiệu là các Sao Hải Vương bởi vì chúng có khối lượng xấp xỉ với Sao Hải Vương (17 lần khối lượng Trái Đất). Một loại hành tinh ngoài hệ Mặt Trời mới khác đó là "Siêu Trái Đất", với khả năng là các hành tinh đất đá lớn hơn Trái Đất nhưng nhỏ hơn Sao Hải Vương và Sao Thiên Vương. Cho tới nay, 6 hành tinh có khả năng là hành tinh siêu Trái Đất đã được phát hiện: Gliese 876 d, gần bằng 6 lần khối lượng của Trái Đất, OGLE-2005-BLG-390Lb và MOA-2007-BLG-192Lb, các hành tinh băng đá lạnh lẽo được khám phá nhờ hiệu ứng vi thấu kính hấp dẫn, COROT-Exo-7b, một hành tinh với đường kính được ước lượng bằng khoảng 1,7 lần đường kính của Trái Đất, (khiến nó trở thành hành tinh siêu Trái Đất nhỏ nhất được phát hiện và đo đạc), nhưng nó lại có bán kính quỹ đạo chỉ là 0,02 AU, điều này có nghĩa là bề mặt của nó có thể bị tan chảy tại nhiệt độ 1000-1500 °C, và hai hành tinh quay quanh một sao lùn đỏ gần Mặt Trời là Gliese 581. Gliese 581 d có khối lượng gần bằng 7,7 lần khối lượng Trái Đất, trong khi Gliese 581 c có khối lượng bằng 5 lần Trái Đất và ban đầu được nghĩ là có khả năng là hành tinh đất đá đầu tiên được tìm thấy nằm trong vùng ở được của một ngôi sao. Tuy nhiên, các nghiên cứu chi tiết hơn tiết lộ ra rằng nó quá gần ngôi sao mẹ để có thể ở được, và hành tinh xa hơn trong hệ này, Gliese 581 d, lại lạnh hơn nhiều so với Trái Đất, nếu có thể ở được trên nó thì bầu khí quyển của nó phải chứa lượng khí nhà kính cần thiết để tạo ra một môi trường đủ ấm.

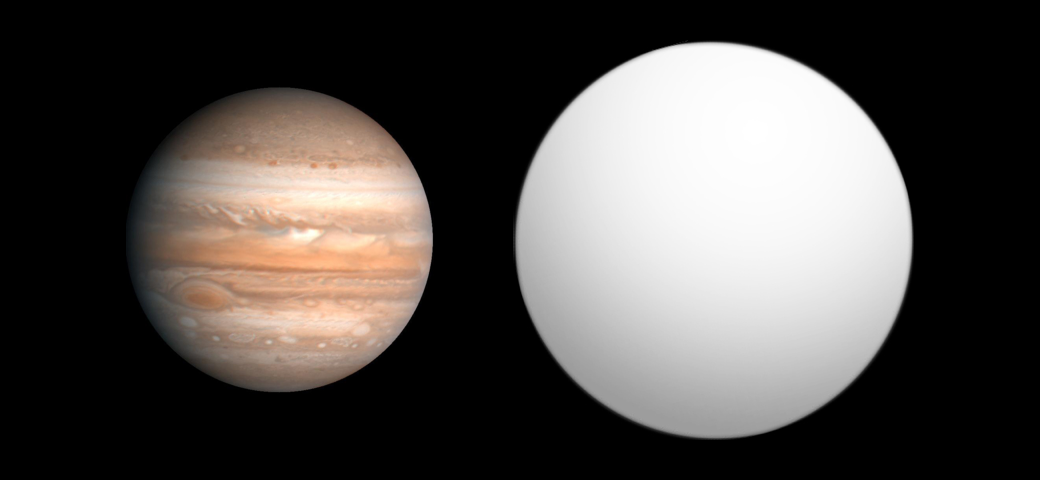
So sánh kích thước của HR 8799 c (màu xám) với Sao Mộc. Hầu hết các hành tinh ngoài hệ Mặt Trời đã được phát hiện đều lớn hơn Sao Mộc, mặc dù vậy các nhà thiên văn mong đợi sẽ khám phá được nhiều hành tinh nhỏ hơn trong tương lai gần.

Vẫn còn chưa rõ ràng một khi các hành tinh lớn được phát hiện ra liệu có giống với các hành tinh khí khổng lồ trong Hệ Mặt Trời hay không hay chúng lại là một loại hoàn toàn khác chưa được biết đến, giống như hành tinh amonia khổng lồ hoặc hành tinh cacbon. Đặc biệt, một vài hành tinh mới được phát hiện, gọi là các hành tinh nóng kiểu Sao Mộc, có quỹ đạo cực gần với ngôi sao mẹ, và quỹ đạo gần tròn. Do đó chúng nhận được rất nhiều bức xạ sao hơn những hành tinh khí khổng lồ trong Hệ Mặt Trời, và các nhà thiên văn đã đặt ra câu hỏi liệu chúng có giống với các kiểu hành tinh đã biết hiện nay hay không. Cũng tồn tại một lớp các hành tinh nóng kiểu Sao Mộc, gọi là các hành tinh Chthonic (hành tinh địa ngục), theo đó quỹ đạo của hành tinh quá gần ngôi sao nên bầu khí quyển của chúng bị thổi bay hoàn toàn bởi bức xạ của sao. Trong khi đã có nhiều hành tinh nóng kiểu Sao Mộc đã được phát hiện đang trong quá trình mất đi bầu khí quyển, cho đến năm 2008, chưa một hành tinh Chthonic được phát hiện.
Để quan sát được chi tiết hơn các hành tinh ngoài Hệ Mặt Trời sẽ phải cần những thiết bị thế hệ mới, bao gồm các kính thiên văn không gian. Hiện tại hai tàu COROT và Kepler đang tìm kiếm các hành tinh ngoài hệ Mặt Trời nhờ vào hiệu ứng thay đổi độ sáng của các ngôi sao do hành tinh đi ngang qua. Một vài dự án đã được đề xuất để chế tạo một dãy các kính thiên văn không gian để tìm các hành tinh ngoài hệ Mặt Trời với khối lượng xấp xỉ khối lượng Trái Đất. Chúng bao gồm các dự án của NASA, Tàu tìm kiếm các hành tinh đất đá (Terrestrial Planet Finder), và Nhiệm vụ giao thoa kế không gian (Space Interferometry Mission), và PEGASE của CNES. Nhiệm vụ những thế giới mới (New Worlds Mission) là một thiết bị liên hợp với Kính thiên văn không gian James Webb. Phổ thu được đầu tiên từ các hành tinh ngoại hệ được thông báo vào tháng 2 năm 2007 (của (HD 209458 b và HD 189733 b). Tần suất xuất hiện các hành tinh đất đá là một trong các tham biến của phương trình Drake ước lượng số lượng nền văn minh ngoài Trái Đất tồn tại trong thiên hà của chúng ta.

## Các thiên thể có khối lượng hành tinh
Vật thể có khối lượng hành tinh, PMO, hay planemo là một thiên thể với khối lượng nằm trong khoảng khối lượng định nghĩa cho hành tinh - ví dụ như với khối lượng lớn hơn các vật thể nhỏ, và nhỏ hơn khối lượng của một sao lùn nâu có phản ứng hạt nhân ở lõi hoặc nhỏ hơn khối lượng một ngôi sao. Theo định nghĩa mọi hành tinh là các thiên thể có khối lượng hành tinh nhưng mục đích của thuật ngữ là để miêu tả các thiên thể không thỏa mãn những đặc điểm của một hành tinh, chẳng hạn như các hành tinh trôi tự do không quay quanh một ngôi sao, hoặc các thiên thể được hình thành thông qua quá trình suy sụp đám mây hơn là sự bồi tụ mà đôi khi được gọi là các sao cận lùn nâu.

### Hành tinh lùn
Trước khi có quyết định vào tháng 8 năm 2006, một vài thiên thể đã được các nhà thiên văn học đề xuất - trong giai đoạn thảo luận lần đầu của IAU - như là hành tinh. Tuy vậy vào năm 2006 một vài thiên thể đã được phân loại lại thành các hành tinh lùn, là các thiên thể khác với các hành tinh. Hiện tại IAU công nhận có 5 hành tinh lùn trong Hệ Mặt Trời: Ceres, Sao Diêm Vương (Pluto), Haumea, Makemake và Eris. Một vài thiên thể khác nằm trong vành đai tiểu hành tinh và vành đai Kuiper đang được xem xét phân loại, và có thể sẽ có thêm 50 thiên thể nữa được phân loại. Có khoảng 200 thiên thể đã được khám phá và quan sát đầy đủ trong vành đai Kuiper. Các hành tinh lùn có chung rất nhiều đặc điểm với hành tinh, mặc dù vậy chúng vẫn còn những điểm khác biệt - theo đó chúng không trở thành nổi trội trong quỹ đạo của chúng. Theo định nghĩa, mọi hành tinh lùn là thành viên của các quần thể lớn hơn. Ceres là thiên thể lớn nhất trong vành đai tiểu hành tinh, trong khi Sao Diêm Vương, Haumea, và Makemake là các thành viên của vành đai Kuiper và Eris là thành viên của đĩa phân tán. Các nhà khoa học như Mike Brown tin rằng sớm hay muộn sẽ có trên 40 thiên thể ngoài Sao Hải Vương được phân loại thành các hành tinh lùn theo như định nghĩa của IAU gần đây.

### Hành tinh trôi tự do, hay hành tinh lang thang
Một số mô phỏng máy tính về sự hình thành hệ hành tinh và ngôi sao gợi ra rằng một vài vật thể với khối lượng hành tinh có thể bị văng vào không gian liên sao. Một số nhà khoa học tranh luận rằng những thiên thể lang thang như vậy được tìm thấy trong không gian sâu thẳm nên được phân loại thành "hành tinh", mặc dù một số khác thì đề nghị chúng nên được xếp vào các sao có khối lượng thấp.

### Các sao cận lùn nâu
Các ngôi sao hình thành thông qua sự suy sụp hấp dẫn của các đám khí, nhưng những thiên thể nhỏ hơn cũng có thể hình thành nhờ sự suy sụp hấp dẫn. Các thiên thể khối lượng hành tinh hình thành theo cách này đôi khi được gọi là các sao cận lùn nâu. Các sao cận lùn nâu có thể trôi nổi tự do như Cha 110913-773444, hoặc quay xung quanh một thiên thể lớn như 2MASS J04414489+2301513.
Trong một thời gian ngắn của năm 2006, các nhà thiên văn tin rằng họ đã tìm thấy một hệ đôi những thiên thể như vậy, đó là Oph 162225-240515, được những người phát hiện ra miêu tả là "planemo", hoặc "vật thể với khối lượng hành tinh". Tuy nhiên, những phân tích gần đây về các thiên thể đã xác định được rằng khối lượng của chúng có thể lớn hơn 13 lần Sao Mộc, khiến chúng trở thành cặp sao lùn nâu.

### Hành tinh vệ tinh và hành tinh vành đai
Một vài vệ tinh lớn với kích thước tương đương hoặc lớn hơn Sao Thủy, ví dụ các vệ tinh Galileo của Sao Mộc và Titan. Alan Stern đã lập luận rằng vị trí không nên là vấn đề và chỉ xét đến những thuộc tính địa vật lý trong định nghĩa hành tinh, và ông đề xuất thuật ngữ hành tinh vệ tinh cho các thiên thể kích thước hành tinh nhưng lại quay quanh một hành tinh khác. Cũng giống như vậy, Stern cho rằng đối với các thiên thể kích thước hành tinh trong vành đai tiểu hành tinh hoặc vành đai Kuiper cũng lên là những hành tinh.

## Các thuộc tính
Mặc dù mỗi hành tinh có các đặc trưng vật lý riêng biệt, nhưng cũng có một lớp rộng sự tương đồng giữa chúng. Một trong vài những đặc tính này, như các vành đai hoặc các vệ tinh tự nhiên, chỉ mới quan sát được ở các hành tinh trong Hệ Mặt Trời, trong khi một số khác cũng có đối với các hành tinh ngoài hệ Mặt Trời.

### Đặc trưng động lực

#### Quỹ đạo

Quỹ đạo của Sao Hải Vương so sánh với của Sao Diêm Vương. Chú ý đến độ thuôn dài của quỹ đạo Sao Diêm Vương liên hệ với độ lệch tâm quỹ đạo của Sao Hải Vương, cũng như góc nghiêng lớn của nó đối với mặt phẳng hoàng đạo.

Theo các định nghĩa hiện tại, mọi hành tinh phải quay quanh một ngôi sao; do vậy mọi "hành tinh lang thang" đều bị loại trừ. Trong Hệ Mặt Trời, mọi hành tinh quay trên quỹ đạo trong cùng hướng với chiều tự quay của Mặt Trời (ngược chiều kim đồng hồ khi nhìn từ cực bắc của Mặt Trời). Ít nhất có một hành tinh ngoài hệ Mặt Trời, WASP-17b, đã được tìm thấy là nó quay trên quỹ đạo ngược hướng với chiều tự quay của ngôi sao mẹ. Chu kỳ một vòng quay của hành tinh trên quỹ đạo được gọi là chu kỳ thiên văn hay năm thiên văn của hành tinh đó. Một năm của hành tinh phụ thuộc vào khoảng cách từ nó đến ngôi sao; hành tinh càng xa ngôi sao của nó, không những khoảng cách chuyển động của nó càng lớn hơn, mà còn vận tốc trên quỹ đạo của nó cũng chậm hơn, do nó bị ảnh hưởng của trường hấp dẫn của ngôi sao. Bởi vì không một quỹ đạo hành tinh nào là tròn tuyệt đối, nên khoảng cách đến ngôi sao cũng thay đổi liên tục trong "năm" của nó. Điểm gần ngôi sao nhất được gọi là cận điểm quỹ đạo (điểm cận nhật trong Hệ Mặt Trời), trong khi khoảng cách xa nhất gọi là viễn điểm quỹ đạo (điểm viễn nhật). Khi hành tinh tiến gần đến cận điểm quỹ đạo, vận tốc của nó tăng lên khi thế năng của nó biến đổi thành động năng, giống như một vật rơi tự do ở trên Trái Đất gia tốc khi nó rơi xuống; khi hành tinh đến gần viễn điểm quỹ đạo, vận tốc của nó giảm, giống như một vật trên Trái Đất được ném lên trên chuyển động chậm dần khi nó lên đến đỉnh của đường chuyển động.
Quỹ đạo của mỗi hành tinh được mô tả bởi một tập hợp các tham số quỹ đạo:
- Độ lệch tâm của một quỹ đạo miêu tả quỹ đạo của một hành tinh bị giãn dài ra bao nhiêu. Các hành tinh với độ lệch tâm nhỏ sẽ có quỹ đạo tròn hơn, trong khi hành tinh với độ lệch tâm lớn sẽ có quỹ đạo giống hình elip hơn. Các hành tinh trong Hệ Mặt Trời có độ lệch tâm rất nhỏ, nên chúng có quỹ đạo gần như tròn.[102] Các sao chổi và các vật thể trong vành đai Kuiper (cũng như một số hành tinh ngoài hệ Mặt Trời) có độ lệch tâm rất lớn, do đó chúng có quỹ đạo với hình elip rất dẹt.[104][105]

Minh họa bán trục lớn

- Bán trục lớn là khoảng cách từ hành tinh tại viễn điểm quỹ đạo đến điểm giữa của đường kính dài nhất của quỹ đạo elip của nó (xem hình). Khoảng cách này không giống với khoảng cách từ ngôi sao trung tâm đến viễn điểm quỹ đạo do ngôi sao mẹ không nằm chính xác tại tâm quỹ đạo của hành tinh.[102]
- Độ nghiêng quỹ đạo của một hành tinh cho biết sự nghiêng của mặt phẳng quỹ đạo với một mặt phẳng tham chiếu. Trong Hệ Mặt Trời, mặt phẳng tham chiếu là mặt phẳng quỹ đạo của Trái Đất, gọi là mặt phẳng hoàng đạo. Đối với các hành tinh ngoài hệ Mặt Trời, mặt phẳng tham chiếu này là mặt phẳng bầu trời hay mặt phẳng của bầu trời, là mặt phẳng của tia nhìn của người quan sát từ Trái Đất[106] Tám hành tinh trong Hệ Mặt Trời đều nằm rất gần mặt phẳng hoàng đạo; trong khi các sao chổi và các vật thể trong vành đai Kuiper như Sao Diêm Vương có mặt phẳng quỹ đạo rất nghiêng so với hoàng đạo.[107] Các điểm mà quỹ đạo hành tinh cắt mặt phẳng tham chiếu gọi là điểm nút lên và điểm nút xuống.[102] Kinh độ của điểm nút lên là góc giữa kinh độ số 0 của mặt phẳng tham chiếu với điểm nút lên của quỹ đạo. Acgumen của cận điểm (hay của điểm cận nhật trong Hệ Mặt Trời) là góc giữa điểm nút lên của hành tinh với điểm gần nhất của ngôi sao (cận điểm).[102]

#### Độ nghiêng trục quay

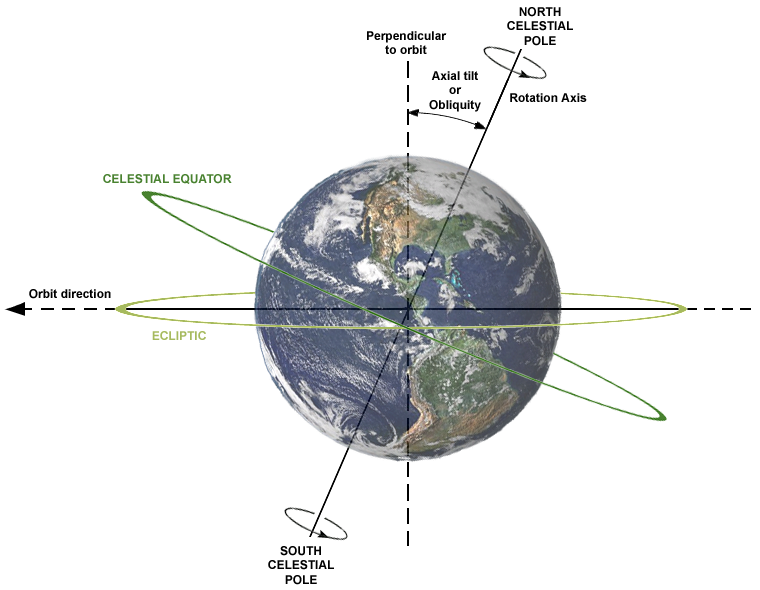
Trục quay của Trái Đất nghiêng khoảng 23°.

Các hành tinh cũng có trục quay nghiêng với độ nghiêng khác nhau; trục quay nghiêng một góc với mặt phẳng quy chiếu của mặt phẳng chứa xích đạo ngôi sao. Điều này làm cho lượng ánh sáng nhận được ở mỗi bán cầu thay đổi theo mùa trong năm; khi bán cầu bắc nằm xa ngôi sao, thì bán cầu nam lại nằm gần sao và ngược lại. Từ đó mỗi hành tinh trải qua các mùa khác nhau; và thay đổi thời tiết theo chu kỳ quay trong một năm. Thời điểm một bán cầu nằm gần nhất hoặc xa nhất so với ngôi sao được gọi là điểm chí. Mỗi hành tinh có hai điểm chí trong một chu kỳ quay trên quỹ đạo; khi một bán cầu ở thời điểm hạ chí, lúc đó ngày này có thời gian dài nhất, bán cầu kia ở thời điểm đông chí, và ngày này có thời gian ngắn nhất. Sự thay đổi lượng ánh sáng và nhiệt nhận được ở mỗi bán cầu tạo ra sự thay đổi hàng năm đối với các mùa đối với mỗi bán cầu. Độ nghiêng trục quay của Sao Mộc khá nhỏ, cho nên sự thay đổi giữa các mùa là rất ít. Mặt khác, Sao Thiên Vương lại có trục quay nghiêng rất lớn (97,77°) làm cho một bán cầu luôn nhận được ánh sáng Mặt Trời trong một nửa chu kỳ quỹ đạo và tương ứng bán cầu kia thì lại nằm trong bóng tối. Đối với các hành tinh ngoài hệ Mặt Trời, trục quay nghiêng là điều chưa được biết chắc chắn, nhiều người nghĩ rằng hầu hết các hành tinh nóng kiểu Sao Mộc hoàn toàn không có trục quay nghiêng do kết quả của sự quá gần với ngôi sao mẹ.

#### Sự tự quay

Mô phỏng Trái Đất quay quanh trục của nó

Hành tinh quay xung quanh một trục tưởng tượng đi qua tâm của nó. Chu kỳ tự quay của hành tinh gọi là ngày của nó. Hầu hết các hành tinh trong Hệ Mặt Trời tự quay theo cùng hướng với hướng chuyển động của nó trên quỹ đạo, hướng ngược chiều kim đồng hồ khi nhìn từ cực bắc của Mặt Trời, trong khi Sao Kim và Sao Thiên Vương lại là ngoại lệ, chúng tự quay theo chiều kim đồng hồ, mặc dù độ nghiêng trục quay của Sao Thiên Vương rất lớn khiến cho sự phân biệt cực nào là cực "bắc" trở lên khó khăn và làm cho khó xác định được nó quay theo chiều kim đồng hồ hay ngược chiều kim đồng hồ. Dù theo quy ước nào, Sao Thiên Vương có sự quay nghịch hành tương đối với quỹ đạo của nó.
Sự tự quay của hành tinh có thể được dẫn ra bởi một vài yếu tố trong quá trình hình thành hành tinh. Mô men động lượng toàn phần có thể suy ra từ mô men động lượng của từ vật thể bồi tụ đóng góp vào hành tinh. Sự bồi tụ khí ở các hành tinh khí khổng lồ cũng đóng góp vào mô men động lượng. Cuối cùng, trong suốt giai đoạn cuối của sự hình thành hành tinh, một quá trình ngẫu nhiên của đĩa bồi tụ tiền hành tinh có thể ngẫu nhiên thay đổi trục quay của hành tinh. Có sự thay đổi lớn trong độ dài ngày giữa các hành tinh, trong khi một vòng tự quay của Sao Kim mất gần 243 ngày Trái Đất, thì các hành tinh khí khổng lồ chỉ mất có vài giờ. Chu kỳ tự quay của các hành tinh ngoài hệ Mặt Trời cũng không được rõ ràng; tuy nhiên đối với các hành tinh kiểu Sao Thủy thì việc quá gần ngôi sao mẹ của chúng khiến chúng bị khóa thủy triều đối với ngôi sao (quỹ đạo của chúng đồng bộ với sự tự quay của chúng). Điều này có nghĩa là chúng luôn hướng một mặt về phía ngôi sao, và mặt này luôn luôn là ban ngày, ngược lại mặt kia luôn là ban đêm.

#### Sự sạch của quỹ đạo
Đặc trưng quỹ đạo định rõ của một hành tinh đó là sự làm sạch miền lân cận của nó. Để một hành tinh có được miền lân cận sạch thì nó phải có khối lượng đủ lớn để hút toàn bộ hoặc đẩy văng mọi thiên thể nhỏ (vi hành tinhh) trong quỹ đạo của nó. Theo đó, quỹ đạo của hành tinh quanh ngôi sao được tách biệt rõ ràng, trái ngược với trên cùng quỹ đạo của một thiên thể có nhiều thiên thể với cùng kích thước (ví dụ như quỹ đạo của Trái Đất bị rất nhiều sao chổi cắt qua, hoặc quỹ đạo của Sao Hải Vương và Pluto cắt nhau; nhưng so sánh về khối lượng thì Trái Đất và Sao Hải Vương lớn hơn rất nhiều so với chúng). Đặc trưng này đã trở thành một điều kiện bắt buộc trong phần định nghĩa chính thức của IAU vào tháng 8 năm 2006. Sự giới hạn này đã loại trừ các thiên thể đã từng là hành tinh như Sao Diêm Vương, Eris và Ceres, và phân loại chúng thành hành tinh lùn. Mặc cho tới nay giới hạn này chỉ áp dụng cho các hành tinh trong Hệ Mặt Trời, một số hệ hành tinh ngoài hệ Mặt Trời đã được tìm thấy với chứng cớ cho thấy sự làm sạch quỹ đạo diễn ra trong đĩa bồi tụ bao quanh ngôi sao.

### Các đặc tính vật lý

#### Khối lượng
Một đặc tính vật lý định rõ của hành tinh đó là khối lượng đủ lớn để cho chính lực hấp dẫn của nó thắng được lực liên kết điện từ giữa các phân tử, làm cho hành tinh đạt đến trạng thái cân bằng thủy tĩnh. Hệ quả là mọi hành tinh đều có dạng cầu hoặc phỏng cầu. Nhỏ hơn giới hạn khối lượng này, vật thể có thể có hình dạng bất kì, nhưng nếu lớn hơn giới hạn này, cho dù hành tinh có các thành phần hóa học nào đi chăng nữa, lực hấp dẫn sẽ hút mọi thứ hướng về khối tâm khiến cho vật thể trở thành hình cầu.
Khối lượng cũng là một thuộc tính cơ bản để các hành tinh có thể phân biệt được so với các ngôi sao. Giới hạn khối lượng trên cho các hành tinh là gần 13 lần khối lượng của Sao Mộc, vượt qua giới hạn này chúng có thể đủ điều kiện thích hợp cho phản ứng hợp hạch. Ngoài Mặt Trời, không một thiên thể nào có khối lượng lớn hơn giới hạn này tồn tại trong Hệ Mặt Trời; tuy nhiên một số hành tinh ngoài hệ Mặt Trời có khối lượng gần với giới hạn này. Từ điển hành tinh ngoài hệ Mặt Trời liệt kê một vài hành tinh có khối lượng rất gần giới hạn trên: HD 38529c, AB Pictorisb, HD 162020b, và HD 13189b. Một số thiên thể với khối lượng cao hơn giới hạn này cũng được liệt kê ra, và chúng thỏa mãn cho điều kiện xảy ra phản ứng hợp hạch, cho nên chúng được miêu tả phù hợp hơn khi phân loại thành sao lùn nâu.
Hành tinh nhỏ nhất từng được biết, ngoại trừ các hành tinh lùn và các vệ tinh, đó là PSR B1257+12 a, một trong những hành tinh ngoài hệ Mặt Trời đầu tiên được phát hiện, đã được tìm thấy năm 1992 trong quỹ đạo xung quanh một sao xung. Khối lượng của nó gần bằng một nửa của Sao Thủy.

#### Sự phân lớp cấu trúc bên trong

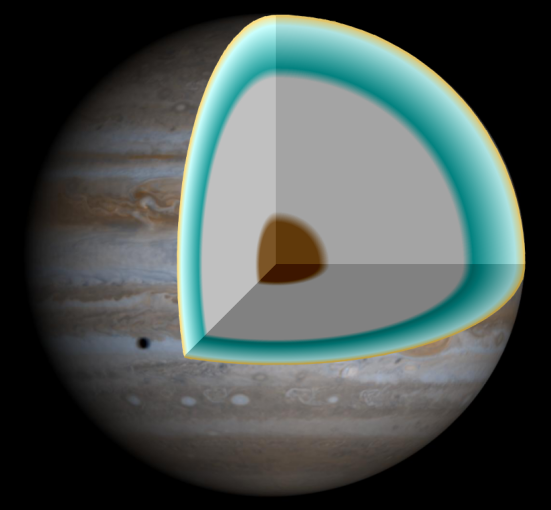
Minh họa phần cấu trúc bên trong của Sao Mộc, với một nhân đá được bao phủ bởi một lớp dày hydro kim loại.

Mỗi hành tinh bắt đầu sự tồn tại của chúng trong trạng thái lỏng hoàn toàn; trong buổi đầu hình thành, các vật chất đậm đặc hơn, nặng hơn chìm xuống về phía tâm, còn những vật chất nhẹ hơn thì nằm lại trên bề mặt. Do vậy mỗi hành tinh có sự phân lớp bên trong bao gồm một lõi hành tinh bao xung quanh bởi các lớp phủ lỏng hoặc rắn. Các hành tinh đất đá được bọc với lớp trên cùng cứng gọi là lớp vỏ, nhưng trong các hành tinh khí khổng lồ lớp phủ chỉ đơn giản hòa tan dần vào các lớp mây và khí ở bên trên. Các hành tinh đất đá chứa một lõi bao gồm các nguyên tố từ tính như sắt và niken, và các lớp phủ silicat. Người ta tin rằng Sao Mộc và Sao Thổ có các lõi đá và kim loại bao bọc xung quanh bởi các lớp phủ hydro kim loại. Sao Thiên Vương và Sao Hải Vương, với kích thước nhỏ hơn, chứa các lõi đá bao bọc xung quanh bởi nước, amonia, mêtan và các chất dễ bay hơi (băng). Hoạt động của chất lỏng bên trong những hành tinh làm diễn ra quá trình địa động lực tạo ra từ trường của hành tinh.

#### Khí quyển

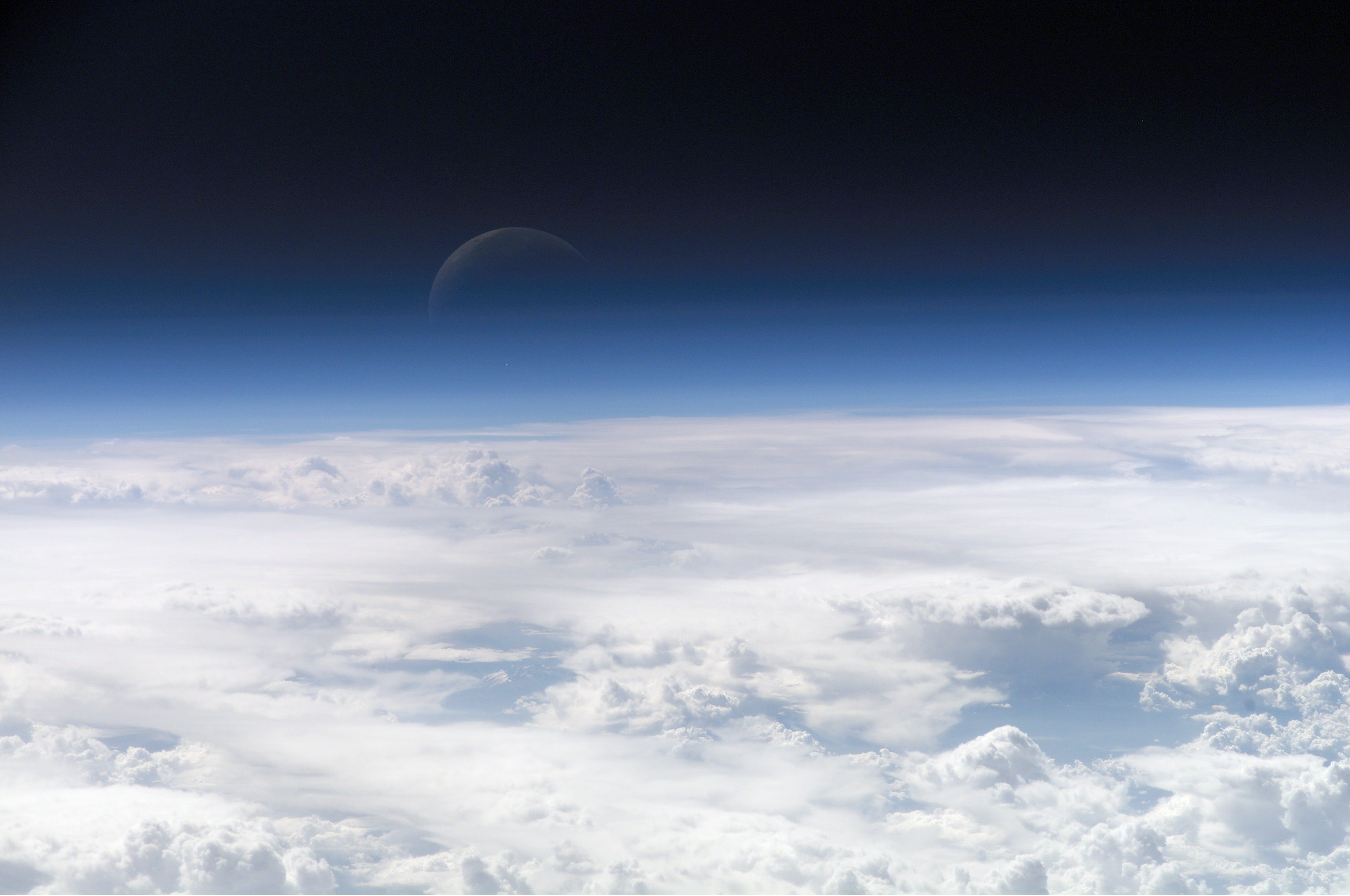
Khí quyển của Trái Đất

Mọi hành tinh trong Hệ Mặt Trời đều có khí quyển do khối lượng lớn của chúng làm cho hấp dẫn đủ mạnh để giữ các hạt khí gần bề mặt hành tinh. Các hành tinh khí khổng lồ với khối lượng lớn đủ để giữ một lượng lớn các khí nhẹ như hydro và heli trong bầu khí quyển của chúng, trong khi các hành tinh nhỏ hơn để mất hầu hết những khí này vào không gian. Thành phần của khí quyển Trái Đất rất khác so với các hành tinh do có rất nhiều quá trình của sự sống đã thải vào hành tinh những phân tử oxy tự do. Có một hành tinh duy nhất trong Hệ Mặt Trời về thực chất không có bầu khí quyển, đó là Sao Thủy, mà hầu hết, nhưng không phải toàn bộ, khí quyển đã bị thổi bay vào không gian bởi gió Mặt Trời.
Bầu khí quyển hành tinh bị ảnh hưởng bởi sự thay đổi độ lớn năng lượng nhận được từ Mặt Trời hoặc từ bên trong hành tinh, dẫn đến sự hình thành các hệ thống thời tiết động lực như xoáy thuận nhiệt đới (trên Trái Đất), bão bụi lớn - hành tinh (trên Sao Hỏa), và xoáy nghịch kích thước Trái Đất trên Sao Mộc (gọi là Vết Đỏ Lớn), và các lỗ hổng trong bầu khí quyển (trên Sao Hải Vương). Ít nhất một hành tinh ngoài hệ Mặt Trời, HD 189733 b, đã được cho là có những hệ thời tiết như vậy, giống như Vết Đỏ Lớn nhưng lớn hơn hai lần.
Những hành tinh nóng kiểu Mộc Tinh đã được chỉ ra là đang bị mất đi bầu khí quyển vào trong không gian do bức xạ của ngôi sao mẹ, giống đuôi của các sao chổi. Những hành tinh này có những nhiệt độ khác nhau rất lớn giữa phía ban ngày và ban đêm làm xuất hiện những cơn gió siêu thanh, mặc dù phía ngày và đêm của HD 189733b hiện lên có nhiệt độ khá giống nhau, ám chỉ rằng bầu khí quyển của hành tinh được phân bố lại một cách hiệu quả năng lượng từ ngôi sao xung quanh hành tinh.

#### Từ quyển

Giản đồ từ quyển của Trái Đất.

Một đặc trưng quan trọng của các hành tinh đó là mômen từ nội tại của chúng mà làm cho sinh ra từ quyển. Sự có mặt của từ trường cho thấy rằng hành tinh vẫn còn những hoạt động địa chất. Nói cách khác, các hành tinh từ tính có các dòng vật chất dẫn điện ở bên trong chúng, làm tạo ra từ trường cho hành tinh. Những trường này làm thay đổi rõ rệt tương tác của hành tinh với gió sao. Một hành tinh từ tính tạo ra xung quanh chúng một khoang trong gió sao gọi là từ quyển, khiến cho gió sao không thể thâm nhập vào hành tinh. Từ quyển có thể lớn hơn rất nhiều so với hành tinh. Ngược lại, những hành tinh phi từ tính chỉ có từ quyển nhỏ sinh ra từ tương tác của ion quyển với gió sao, và không thể bảo vệ hành tinh một cách hiệu quả được.
Trong tám hành tinh trong Hệ Mặt Trời, chỉ có Sao Kim và Sao Hỏa là thiếu từ quyển. Thêm vào đó, vệ tinh Ganymede của Sao Mộc cũng có từ quyển. Từ trường của hành tinh từ tính của Sao Thủy là yếu nhất, và không đủ khả năng để chống lại gió Mặt Trời. Từ trường của Ganymede lớn hơn gấp vài lần, và của Sao Mộc là mạnh nhất trong Hệ Mặt Trời (rất mạnh đến nỗi nó ảnh hưởng nghiêm trọng đến sức khỏe của các phi hành gia trong tương lai đối với các nhiệm vụ đưa người lên vệ tinh của Sao Mộc). Từ trường của các hành tinh khí khổng lồ khác (trong Hệ Mặt Trời) có cường độ gần bằng của Trái Đất, nhưng mômen từ của chúng thường lớn hơn. Trục từ trường của Sao Thiên Vương và Sao Hải Vương bị nghiêng mạnh tương đối so với trục quay và lệch ra khỏi tâm của hành tinh.
Năm 2004 một đội các nhà thiên văn ở Hawaii đã quan sát một hành tinh ngoài hệ Mặt Trời quay xung quanh sao HD 179949, và hành tinh này hiện lên như là một vết đen trên bề mặt của ngôi sao mẹ. Họ đã đưa ra giả thiết là từ quyển của hành tinh đang truyền năng lượng lên bề mặt của sao, làm nhiệt độ bề mặt ngôi sao đã từng cao là 14.000 độ tăng thêm 750 độ nữa.

### Các đặc tính thứ cấp

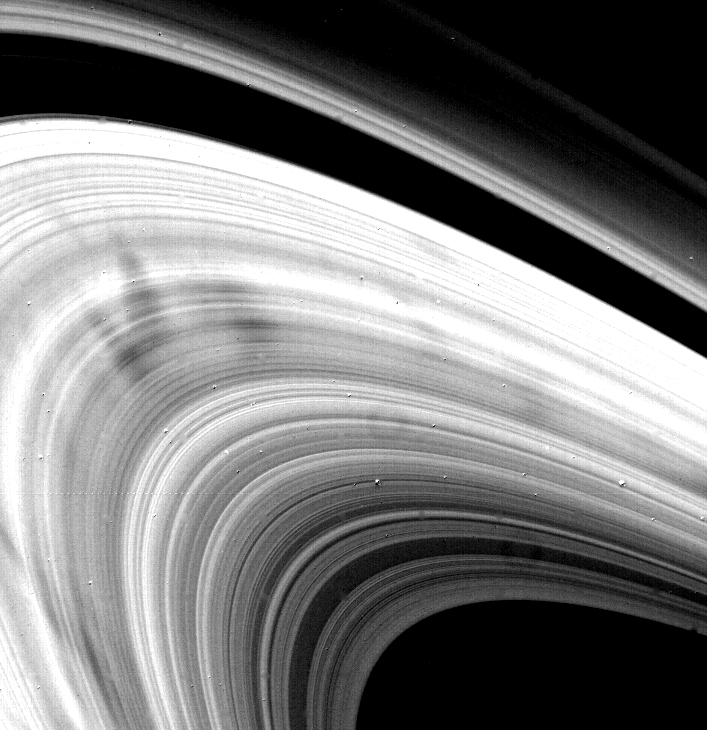
Vành đai của Sao Thổ

Một vài hành tinh hoặc hành tinh lùn trong Hệ Mặt Trời (như Sao Hải Vương và Sao Diêm Vương) có chu kỳ quỹ đạo cộng hưởng với các thiên thể khác hoặc với các vật thể nhỏ hơn (điều này cũng hay xảy ra với các vệ tinh tự nhiên). Ngoại trừ Sao Thủy và Sao Kim không có vệ tinh tự nhiên, các hành tinh khác trong Hệ Mặt Trời đều có vệ tinh tự nhiên. Trái Đất có một, Sao Hỏa có hai, và các hành tinh khí khổng lồ có rất nhiều vệ tinh trong những "hệ thống giống hành tinh" phức tạp. Nhiều vệ tinh của các hành tinh khí khổng lồ có các đặc tính tương tự với các hành tinh đất đá và các hành tinh lùn, và một số đã được nghiên cứu với khả năng có tồn tại sự sống trên đó (đặc biệt là Europa).
Bốn hành tinh khí khổng lồ cũng có các vành đai hành tinh quay xung quanh với kích thước thay đổi và cấu trúc phức tạp. Các vành đai chủ yếu là tổ hợp của bụi hoặc các hạt vật chất, nhưng có thể chứa những vệ tinh rất nhỏ mà lực hấp dẫn của chúng tạo nên hình dạng và duy trì cấu trúc của chúng. Mặc dù nguồn gốc của các vành đai hành tinh vẫn chưa được biết chính xác, chúng được cho là kết quả của các vệ tinh tự nhiên rơi vào giới hạn Roche của hành tinh mẹ và bị xé toạc ra bởi lực thủy triều.
Chưa có một đặc tính thứ cấp nào được quan sát xung quanh các hành tinh ngoài hệ Mặt Trời. Tuy nhiên thiên thể sao cận lùn nâu Cha 110913-773444, được miêu tả là hành tinh lang thang, được cho là có một đĩa tiền hành tinh nhỏ quay xung quanh.

## Dẫn chứng
1. ↑  Working group on extrasolar planets (WGESP) of the IAU: Position statement on the definition of a "planet" Lưu trữ ngày 16 tháng 9 năm 2006 tại Wayback Machine
2. 1 2  "IAU 2006 General Assembly: Result of the IAU Resolution votes". International Astronomical Union. 2006. Lưu trữ bản gốc ngày 4 tháng 7 năm 2012. Truy cập ngày 30 tháng 12 năm 2009.
3. ↑  "Working Group on Extrasolar Planets (WGESP) of the International Astronomical Union". IAU. 2001. Lưu trữ bản gốc ngày 16 tháng 9 năm 2006. Truy cập ngày 23 tháng 8 năm 2008.
4. ↑  Đào Duy Anh. Hán Việt từ điển. Nhà xuất bản Văn hoá Thông tin, năm 2005, trang 283.
5. ↑  邓亮, 冯立昇. 小行星知识在晚清的传播. 中国科技史杂志, 第34卷, 第4期, năm 2013, trang 444.
6. ↑  胡浩宇. 《察世俗每月统记传》刊载的科学知识述评. 自然辩证法通讯, 第二十八卷, 第5期, năm 2006, trang 84, 85.
7. ↑  H. G. Liddell và R. Scott, A Greek–English Lexicon, ấn bản lần 9, (Oxford: Clarendon Press, 1940).
8. ↑  "Definition of planet". Merriam-Webster OnLine. Lưu trữ bản gốc ngày 25 tháng 4 năm 2009. Truy cập ngày 23 tháng 7 năm 2007.
9. ↑  Neugebauer, Otto E. (1945). "The History of Ancient Astronomy Problems and Methods". Journal of Near Eastern Studies. Quyển 4 số 1. tr. 1–38. doi:10.1086/370729.
10. ↑  Ronan, Colin. "Astronomy Before the Telescope". Astronomy in China, Korea and Japan . tr. 264–265.
11. ↑  Kuhn, Thomas S. (1957). The Copernican Revolution. Nhà in Đại học Harvard. tr. 5–20.
12. 1 2 3 4  Evans, James (1998). The History and Practice of Ancient Astronomy. Nhà in Đại học Oxford. tr. 296–7. Bản gốc lưu trữ ngày 21 tháng 9 năm 2014. Truy cập ngày 4 tháng 2 năm 2008.
13. ↑  Holden, James Herschel (1996). A History of Horoscopic Astrology. AFA. tr. 1. ISBN 978-0866904636.
14. ↑  Hermann Hunger, biên tập (1992). Astrological reports to Assyrian kings. State Archives of Assyria. Quyển 8. Nhà in Đại học Helsinki. ISBN 951-570-130-9.
15. ↑  Lambert, W. G.; Reiner, Erica (1987). "Babylonian Planetary Omens. Part One. Enuma Anu Enlil, Tablet 63: The Venus Tablet of Ammisaduqa". Journal of the American Oriental Society. Quyển 107. tr. 93. doi:10.2307/602955. Bản gốc lưu trữ ngày 12 tháng 2 năm 2022. Truy cập ngày 4 tháng 2 năm 2008.
16. ↑  Kasak Enn; Veede Raul (2001). Mare Kõiva và Andres Kuperjanov (biên tập). "Understanding Planets in Ancient Mesopotamia (PDF)" (PDF). Electronic Journal of Folklore. Quyển 16. Bảo tàng văn học Estonia. tr. 7–35. ISSN 1406-0957. Bản gốc (PDF) lưu trữ ngày 4 tháng 2 năm 2019. Truy cập ngày 6 tháng 2 năm 2008.{{Chú thích tạp chí}}:  Quản lý CS1: nhiều tên: danh sách tác giả (liên kết)
17. ↑  A. Sachs (ngày 2 tháng 5 năm 1974). "Babylonian Observational Astronomy". Philosophical Transactions of the Royal Society of London. Quyển 276 số 1257. Hiệp hội Hoàng gia Luân Đôn. tr. 43–50 [45 & 48–9]. Bản gốc lưu trữ ngày 2 tháng 5 năm 2019. Truy cập ngày 12 tháng 3 năm 2010.
18. ↑  Chẳng hạn như đã chỉ ra trong Cosmographia (Antwerp, 1539) của Peter Appian; xem bản khắc tại Grant, Edward (tháng 6 năm 1987). "Celestial Orbs in the Latin Middle Ages". Isis. Quyển 78 số 2. tr. 153–173. ISSN 0021-1753. Bản gốc lưu trữ ngày 5 tháng 3 năm 2016. Truy cập ngày 25 tháng 5 năm 2010.
19. ↑  Burnet, John (1950). Greek philosophy: Thales to Plato. Macmillan and Co. tr. 7–11. Bản gốc lưu trữ ngày 21 tháng 9 năm 2014. Truy cập ngày 7 tháng 2 năm 2008.
20. 1 2  Goldstein, Bernard R. (1997). "Saving the phenomena: the background to Ptolemy's planetary theory". Journal for the History of Astronomy. Quyển 28 số 1. Cambridge (UK). tr. 1–12. Bản gốc lưu trữ ngày 15 tháng 1 năm 2008. Truy cập ngày 6 tháng 2 năm 2008.
21. ↑  "planet, n." Oxford English Dictionary. 2007. Lưu trữ bản gốc ngày 4 tháng 7 năm 2012. Truy cập ngày 7 tháng 2 năm 2008. Lưu ý: Chọn tab Etymology
22. ↑  Ptolemy (1998). Ptolemy's Almagest. Toomer G. J. Nhà in Đại học Princeton. ISBN 9780691002606.
23. ↑  Hayashi (2008), Aryabhata I
24. ↑  Sarma (2008), Astronomy in India
25. 1 2  Joseph, 408
26. ↑  Ramasubramanian và ctv. (1994)
27. ↑  Sally P. Ragep (2007). "Ibn Sīnā: Abū ʿAlī al‐Ḥusayn ibn ʿAbdallāh ibn Sīnā". Trong Thomas Hockey (biên tập). The Biographical Encyclopedia of Astronomers. Springer Science+Business Media. tr. 570–572.
28. ↑  S. M. Razaullah Ansari (2002). History of oriental astronomy: proceedings of the joint discussion-17 at the 23rd General Assembly of the International Astronomical Union, organised by the Commission 41 (History of Astronomy), held in Kyoto, 25–26/8/1997. Springer. tr. 137. ISBN 1402006578.
29. 1 2  Van Helden, Al (1995). "Copernican System". The Galileo Project. Lưu trữ bản gốc ngày 4 tháng 7 năm 2012. Truy cập ngày 9 tháng 8 năm 2018.
30. ↑  Cassini, Signor (1673). "A Discovery of two New Planets about Saturn, made in the Royal Parisian Observatory by Signor Cassini, Fellow of both the Royal Societys, of England and France; English't out of French.". Philosophical Transactions (1665–1678). Quyển 8. tr. 5178–85. doi:10.1098/rstl.1673.0003. Lưu ý: Tạp chí này đã trở thành văn kiện triết học của Hiệp hội Hoàng gia Luân Đôn năm 1775. Có thể có các ấn bản sớm hơn trong Journal des sçavans.
31. ↑  Hilton, James L. (ngày 17 tháng 9 năm 2001). "When Did the Asteroids Become Minor Planets?". U. S. Naval Observatory. Lưu trữ bản gốc ngày 6 tháng 4 năm 2012. Truy cập ngày 23 tháng 6 năm 2010.
32. ↑  Croswell, K. (1997). Planet Quest: The Epic Discovery of Alien Solar Systems. The Free Press. tr. 57. ISBN 978-0684832524.
33. ↑  Lyttleton, Raymond A. (1936). "On the possible results of an encounter of Pluto with the Neptunian system". Monthly Notices of the Royal Astronomical Society. Quyển 97. tr. 108. Bản gốc lưu trữ ngày 3 tháng 11 năm 2013. Truy cập ngày 26 tháng 5 năm 2010.
34. ↑  Whipple, Fred (1964). "The History of the Solar System". Proceedings of the National Academy of Sciences of the United States of America. Quyển 52 số 2. tr. 565–594. doi:10.1073/pnas.52.2.565. PMC 300311. PMID 16591209. Bản gốc lưu trữ ngày 3 tháng 11 năm 2013. Truy cập ngày 26 tháng 5 năm 2010.
35. ↑  "The Kuiper Belt". Scientific American. Quyển 274 số 5. 1996. tr. 46–52. doi:10.1038/scientificamerican0596-46. {{Chú thích tạp chí}}: Đã bỏ qua tham số không rõ |authors= (trợ giúp)
36. ↑  Wolszczan A.; Frail D. A. (1992). "A planetary system around the millisecond pulsar PSR1257+12". Nature. Quyển 355. tr. 145–147. doi:10.1038/355145a0. Bản gốc lưu trữ ngày 23 tháng 10 năm 2006. Truy cập ngày 26 tháng 5 năm 2010.{{Chú thích tạp chí}}:  Quản lý CS1: nhiều tên: danh sách tác giả (liên kết)
37. ↑  "A Jupiter-mass companion to a solar-type star". Nature. Quyển 378. 1995. tr. 355–359. doi:10.1038/355145a0. {{Chú thích tạp chí}}: Đã bỏ qua tham số không rõ |authors= (trợ giúp)
38. ↑  "IAU General Assembly: Definition of Planet debate". MediaStream.cz. 2006. Bản gốc (.wmv) lưu trữ ngày 26 tháng 1 năm 2013. Truy cập ngày 23 tháng 8 năm 2008.
39. ↑  Basri, Gibor (2000). "Observations of Brown Dwarfs". Annual Review of Astronomy and Astrophysics. Quyển 38. tr. 485. doi:10.1146/annurev.astro.38.1.485.
40. ↑  Green, D. W. E. (ngày 13 tháng 9 năm 2006). "(134340) Pluto, (136199) Eris, and (136199) Eris I (Dysnomia)" (PDF). Circular No. 8747. Central Bureau for Astronomical Telegrams, International Astronomical Union. Lưu trữ (PDF) bản gốc ngày 5 tháng 2 năm 2007. Truy cập ngày 23 tháng 8 năm 2008. {{Chú thích tạp chí}}: Chú thích magazine cần |magazine= (trợ giúp)
41. ↑  "Working Group on Extrasolar Planets (WGESP) of the International Astronomical Union". IAU. 2001. Lưu trữ bản gốc ngày 16 tháng 9 năm 2006. Truy cập ngày 23 tháng 8 năm 2008.
42. ↑  "A Theory of Extrasolar Giant Planets". Astrophysical Journal. Quyển 460. 1996. tr. 993–1018. doi:10.1086/177027. Bản gốc lưu trữ ngày 19 tháng 12 năm 2007. Truy cập ngày 26 tháng 5 năm 2010. {{Chú thích tạp chí}}: Đã bỏ qua tham số không rõ |authors= (trợ giúp)
43. ↑  Ví dụ xem danh sách tham chiếu cho: Butler R. P. và ctv. (2006). "Catalog of Nearby Exoplanets". Đại học California và Viện Carnegie. Lưu trữ bản gốc ngày 15 tháng 8 năm 2000. Truy cập ngày 23 tháng 8 năm 2008.
44. ↑  Stern, S. Alan (ngày 22 tháng 3 năm 2004). "Gravity Rules: The Nature and Meaning of Planethood". SpaceDaily. Lưu trữ bản gốc ngày 26 tháng 1 năm 2013. Truy cập ngày 23 tháng 8 năm 2008.
45. ↑  Whitney Clavin (ngày 29 tháng 11 năm 2005). "A Planet With Planets? Spitzer Finds Cosmic Oddball". NASA. Lưu trữ bản gốc ngày 18 tháng 12 năm 2014. Truy cập ngày 26 tháng 3 năm 2006.
46. ↑  What is a Planet? Debate Forces New Definition, của Robert Roy Britt, ngày 2 tháng 11 năm 2000
47. ↑  Staff (2006). "IAU 2006 General Assembly: Result of the IAU resolution votes". IAU. Lưu trữ bản gốc ngày 18 tháng 12 năm 2014. Truy cập ngày 11 tháng 5 năm 2007.
48. ↑  Rincon, Paul (ngày 16 tháng 8 năm 2006). "Planets plan boosts tally 12". BBC. Lưu trữ bản gốc ngày 2 tháng 3 năm 2007. Truy cập ngày 23 tháng 8 năm 2008.
49. ↑  "Pluto loses status as a planet". BBC. ngày 24 tháng 8 năm 2006. Lưu trữ bản gốc ngày 26 tháng 1 năm 2013. Truy cập ngày 23 tháng 8 năm 2008.
50. ↑  Soter, Steven (2006). "What is a Planet". Astronomical Journal. Quyển 132 số 6. tr. 2513–19. doi:10.1086/508861. arXiv:astro-ph/0608359.
51. ↑  Rincon, Paul (ngày 25 tháng 8 năm 2006). "Pluto vote 'hijacked' in revolt". BBC. Lưu trữ bản gốc ngày 11 tháng 4 năm 2020. Truy cập ngày 23 tháng 8 năm 2008.
52. ↑  Britt, Robert Roy (ngày 24 tháng 8 năm 2006). "Pluto Demoted: No Longer a Planet in Highly Controversial Definition". Space.com. Lưu trữ bản gốc ngày 18 tháng 12 năm 2014. Truy cập ngày 23 tháng 8 năm 2008.
53. ↑  Britt, Robert Roy (ngày 31 tháng 8 năm 2006). "Pluto: Down But Maybe Not Out". Space.com. Lưu trữ bản gốc ngày 18 tháng 12 năm 2014. Truy cập ngày 23 tháng 8 năm 2008.
54. ↑  Grundy, W.M.; Noll, K.S.; Buie, M.W.; Benecchi, S.D.; và đồng nghiệp (tháng 12 năm 2018). "The Mutual Orbit, Mass, and Density of Transneptunian Binary Gǃkúnǁʼhòmdímà ((229762) 2007 UK126)" (PDF). Icarus. Quyển 334. tr. 30. Bibcode:2019Icar..334...30G. doi:10.1016/j.icarus.2018.12.037. S2CID 126574999. Bản gốc lưu trữ ngày 7 tháng 4 năm 2019.
55. ↑  Emery, J. P.; Wong, I.; Brunetto, R.; Cook, J. C.; Pinilla-Alonso, N.; Stansberry, J. A.; Holler, B. J.; Grundy, W. M.; Protopapa, S.; Souza-Feliciano, A. C.; Fernández-Valenzuela, E.; Lunine, J. I.; Hines, D. C. (2024). "A Tale of 3 Dwarf Planets: Ices and Organics on Sedna, Gonggong, and Quaoar from JWST Spectroscopy". Icarus. Quyển 414. arXiv:2309.15230. Bibcode:2024Icar..41416017E. doi:10.1016/j.icarus.2024.116017.
56. ↑  Moskowitz, Clara (ngày 18 tháng 10 năm 2006). "Scientist who found '10th planet' discusses downgrading of Pluto". Stanford news. Lưu trữ bản gốc ngày 26 tháng 1 năm 2013. Truy cập ngày 23 tháng 8 năm 2008.
57. ↑  "The Planet Hygea". spaceweather.com. 1849. Lưu trữ bản gốc ngày 18 tháng 12 năm 2014. Truy cập ngày 18 tháng 4 năm 2008.
58. ↑  Hilton, James L. "When did asteroids become minor planets?". U.S. Naval Observatory. Lưu trữ bản gốc ngày 6 tháng 4 năm 2012. Truy cập ngày 8 tháng 5 năm 2008.
59. ↑  Ross, Kelley L. (2005). "The Days of the Week". The Friesian School. Lưu trữ bản gốc ngày 10 tháng 5 năm 2000. Truy cập ngày 23 tháng 8 năm 2008.
60. ↑  Cochrane, Ev (1997). Martian Metamorphoses: The Planet Mars in Ancient Myth and Tradition. Aeon Press. ISBN 0965622908. Bản gốc lưu trữ ngày 19 tháng 5 năm 2011. Truy cập ngày 7 tháng 2 năm 2008.
61. ↑  Cameron, Alan (2005). Greek Mythography in the Roman World. Nhà in Đại học Oxford. ISBN 0195171217.
62. ↑  Atsma, Aaron (2007). "Astra Planeta". Theoi Project. Lưu trữ bản gốc ngày 18 tháng 12 năm 2014. Truy cập ngày 25 tháng 2 năm 2007.
63. ↑  Zerubavel, Eviatar (1989). The Seven Day Circle: The History and Meaning of the Week. Nhà in Đại học Chicago. tr. 14. ISBN 0226981657. Bản gốc lưu trữ ngày 21 tháng 9 năm 2014. Truy cập ngày 7 tháng 2 năm 2008.
64. 1 2  Falk, Michael (1999). "Astronomical Names for the Days of the Week". Journal of the Royal Astronomical Society of Canada. Quyển 93. tr. 122–133. Bản gốc lưu trữ ngày 9 tháng 2 năm 2016. Truy cập ngày 30 tháng 5 năm 2010.
65. ↑  "earth, n." Oxford English Dictionary. 1989. Lưu trữ bản gốc ngày 28 tháng 7 năm 2020. Truy cập ngày 6 tháng 2 năm 2008.
66. 1 2  Harper, Douglas (tháng 9 năm 2001). "Earth". Online Etymology Dictionary. Lưu trữ bản gốc ngày 22 tháng 8 năm 2011. Truy cập ngày 23 tháng 8 năm 2008.
67. ↑  Harper, Douglas (tháng 9 năm 2001). "Etymology of "terrain"". Online Etymology Dictionary. Lưu trữ bản gốc ngày 21 tháng 11 năm 2004. Truy cập ngày 9 tháng 8 năm 2018.
68. ↑  Wetherill, G. W. (1980). "Formation of the Terrestrial Planets". Annual Review of Astronomy and Astrophysics. Quyển 18. tr. 77–113. doi:10.1146/annurev.aa.18.090180.000453. Bản gốc lưu trữ ngày 7 tháng 1 năm 2019. Truy cập ngày 23 tháng 8 năm 2008.
69. ↑  Inaba S.; Ikoma M. (2003). "Enhanced Collisional Growth of a Protoplanet that has an Atmosphere". Astronomy and Astrophysics. Quyển 410. tr. 711–723. doi:10.1051/0004-6361:20031248. Bản gốc lưu trữ ngày 8 tháng 1 năm 2019. Truy cập ngày 23 tháng 8 năm 2008.{{Chú thích tạp chí}}:  Quản lý CS1: nhiều tên: danh sách tác giả (liên kết)
70. ↑  Dutkevitch, Diane (1995). "The Evolution of Dust in the Terrestrial Planet Region of Circumstellar Disks Around Young Stars". Luận án tiến sĩ, Đại học Massachusetts Amherst. Bản gốc lưu trữ ngày 25 tháng 11 năm 2007. Truy cập ngày 23 tháng 8 năm 2008. (Astrophysics Data System entry Lưu trữ ngày 3 tháng 11 năm 2013 tại Wayback Machine)
71. ↑  Matsuyama I.; Johnstone D.; Murray N. (2005). "Halting Planet Migration by Photoevaporation from the Central Source". The Astrophysical Journal. Quyển 585 số 2. tr. L143 – L146. doi:10.1086/374406. Bản gốc lưu trữ ngày 19 tháng 12 năm 2007. Truy cập ngày 23 tháng 8 năm 2008.{{Chú thích tạp chí}}:  Quản lý CS1: nhiều tên: danh sách tác giả (liên kết)
72. ↑  "Terrestrial Planet Formation. I. The Transition from Oligarchic Growth to Chaotic Growth". Astronomical Journal. Quyển 131. 2006. tr. 1837. doi:10.1086/499807. {{Chú thích tạp chí}}: Đã bỏ qua tham số không rõ |authors= (trợ giúp); Đã bỏ qua tham số không rõ |lay-source= (trợ giúp); Đã bỏ qua tham số không rõ |lay-url= (trợ giúp)
73. ↑  "The Earth's core formation due to the Rayleigh-Taylor instability". Icarus. Quyển 69. 1987. tr. 239. doi:10.1016/0019-1035(87)90103-5. {{Chú thích tạp chí}}: Đã bỏ qua tham số không rõ |authors= (trợ giúp)
74. ↑  Kasting, James F. (1993). "Earth's early atmosphere". Science. Quyển 259 số 5097. tr. 920. doi:10.1126/science.11536547. PMID 11536547. Bản gốc lưu trữ ngày 3 tháng 11 năm 2013. Truy cập ngày 6 tháng 6 năm 2010.
75. ↑  Aguilar, D.; Pulliam, C. (ngày 6 tháng 1 năm 2004). "Lifeless Suns Dominated The Early Universe". Trung tâm vật lý thiên văn Harvard-Smithsonian (thông cáo báo chí). Lưu trữ bản gốc ngày 30 tháng 4 năm 2008. Truy cập ngày 26 tháng 8 năm 2006.{{Chú thích báo}}:  Quản lý CS1: nhiều tên: danh sách tác giả (liên kết)
76. ↑  Scott S. Sheppard. "The Jupiter Satellite Page (Now Also The Giant Planet Satellite and Moon Page)". Carnegie Institution for Science. Lưu trữ bản gốc ngày 22 tháng 9 năm 2013. Truy cập ngày 6 tháng 7 năm 2009.
77. ↑  Kennedy, Barbara (ngày 11 tháng 2 năm 2005). "Scientists reveal smallest extra-solar planet yet found". SpaceFlight Now. Lưu trữ bản gốc ngày 26 tháng 1 năm 2013. Truy cập ngày 23 tháng 8 năm 2008.
78. 1 2 3  Schneider, Jean (ngày 11 tháng 12 năm 2006). "Interactive Extra-solar Planets Catalog". The Extrasolar Planets Encyclopedia. Truy cập ngày 23 tháng 8 năm 2008.
79. ↑  Santos N.; Bouchy F.; Vauclair S.; Queloz D.; Mayor M. (ngày 25 tháng 8 năm 2004). "Fourteen Times the Earth". Đài quan sát Nam châu Âu (thông cáo báo chí). Bản gốc lưu trữ ngày 7 tháng 6 năm 2007. Truy cập ngày 23 tháng 8 năm 2008.{{Chú thích báo}}:  Quản lý CS1: nhiều tên: danh sách tác giả (liên kết)
80. ↑  "Trio of Neptunes". Astrobiology Magazine. ngày 21 tháng 5 năm 2006. Lưu trữ bản gốc ngày 29 tháng 9 năm 2007. Truy cập ngày 23 tháng 8 năm 2008.
81. ↑  "Star: Gliese 876". Extrasolar planet Encyclopedia. Bản gốc lưu trữ ngày 4 tháng 7 năm 2012. Truy cập ngày 1 tháng 2 năm 2008.
82. ↑  "Small Planet Discovered Orbiting Small Star". ScienceDaily. 2008. Lưu trữ bản gốc ngày 4 tháng 7 năm 2012. Truy cập ngày 6 tháng 6 năm 2008.
83. ↑  "Discovery of a Cool Planet of 5.5 Earth Masses Through Gravitational Microlensing". Nature. Quyển 439 số 7075. ngày 26 tháng 1 năm 2006. tr. 437–440. doi:10.1038/nature04441. PMID 16437108. Bản gốc lưu trữ ngày 9 tháng 6 năm 2017. Truy cập ngày 23 tháng 8 năm 2008. {{Chú thích tạp chí}}: Đã bỏ qua tham số không rõ |authors= (trợ giúp)
84. ↑  "ESA Portal - COROT discovers smallest exoplanet yet, with a surface to walk on". Lưu trữ bản gốc ngày 25 tháng 3 năm 2012. Truy cập ngày 8 tháng 6 năm 2010.
85. ↑  "Gliese 581 d". The Extrasolar Planets Encyclopedia. Bản gốc lưu trữ ngày 10 tháng 5 năm 2012. Truy cập ngày 13 tháng 9 năm 2008.
86. ↑  "New 'super-Earth' found in space". BBC News. ngày 25 tháng 4 năm 2007. Lưu trữ bản gốc ngày 26 tháng 1 năm 2013. Truy cập ngày 23 tháng 8 năm 2008.
87. ↑  von Bloh và ctv. (2007). "The Habitability of Super-Earths in Gliese 581". Astronomy and Astrophysics. Quyển 476 số 3. tr. 1365–1371. doi:10.1051/0004-6361:20077939. Bản gốc lưu trữ ngày 3 tháng 9 năm 2017. Truy cập ngày 20 tháng 8 năm 2008.
88. ↑  "Atmospheric escape from hot Jupiters". Astronomy and Astrophysics. Quyển 418. 2004. tr. L1 – L4. doi:10.1051/0004-6361:20040106. Bản gốc lưu trữ ngày 7 tháng 1 năm 2019. Truy cập ngày 23 tháng 8 năm 2008. {{Chú thích tạp chí}}: Đã bỏ qua tham số không rõ |authors= (trợ giúp)
89. ↑  Anthony R. Curtis (biên tập). "Future American and European Planet Finding Missions". Space Today Online. Lưu trữ bản gốc ngày 26 tháng 1 năm 2013. Truy cập ngày 6 tháng 2 năm 2008.
90. ↑  "NASA's Spitzer First To Crack Open Light of Faraway Worlds". Phòng thí nghiệm Jet Propulsion, Viện Công nghệ California (thông cáo báo chí). ngày 21 tháng 2 năm 2007. Lưu trữ bản gốc ngày 24 tháng 12 năm 2010. Truy cập ngày 23 tháng 8 năm 2008. {{Chú thích báo}}: Đã bỏ qua tham số không rõ |authors= (trợ giúp)
91. ↑  "A spectrum of an extrasolar planet". Nature. Quyển 445 số 7130. 2007. tr. 892. doi:10.1038/nature05636. PMID 17314975. Bản gốc lưu trữ ngày 30 tháng 6 năm 2009. Truy cập ngày 8 tháng 6 năm 2010. {{Chú thích tạp chí}}: Đã bỏ qua tham số không rõ |authors= (trợ giúp)
92. ↑  Drake, Frank (ngày 29 tháng 9 năm 2003). "The Drake Equation Revisited". Astrobiology Magazine. Lưu trữ bản gốc ngày 7 tháng 2 năm 2009. Truy cập ngày 23 tháng 8 năm 2008.
93. ↑  Amburn, Brad (ngày 28 tháng 2 năm 2006). "Behind the Pluto Mission: An Interview with Project Leader Alan Stern". Space.com. Lưu trữ bản gốc ngày 4 tháng 7 năm 2012. Truy cập ngày 23 tháng 8 năm 2008.
94. ↑  Lissauer, J. J. (1987). "Timescales for Planetary Accretion and the Structure of the Protoplanetary disk". Icarus. Quyển 69. tr. 249–265. doi:10.1016/0019-1035(87)90104-7.
95. 1 2  "Discovery of a Planetary-Mass Brown Dwarf with a Circumstellar Disk". Astrophysical Journal. Quyển 635. 2005. tr. L93. doi:10.1086/498868. {{Chú thích tạp chí}}: Đã bỏ qua tham số không rõ |authors= (trợ giúp); Đã bỏ qua tham số không rõ |lay-date= (trợ giúp); Đã bỏ qua tham số không rõ |lay-source= (trợ giúp); Đã bỏ qua tham số không rõ |lay-url= (trợ giúp)
96. ↑  Clavin, Whitney (ngày 9 tháng 11 năm 2005). "A Planet with Planets? Spitzer Finds Cosmic Oddball". Spitzer Space Telescope Newsroom. Lưu trữ bản gốc ngày 18 tháng 12 năm 2014. Truy cập ngày 18 tháng 11 năm 2009.
97. ↑  Close Laird M. và ctv. (2007). "The Wide Brown Dwarf Binary Oph 1622-2405 and Discovery of A Wide, Low Mass Binary in Ophiuchus (Oph 1623-2402): A New Class of Young Evaporating Wide Binaries?". Astrophysical Journal. Quyển 660. tr. 1492. doi:10.1086/513417. arXiv:astro-ph/0608574.
98. ↑  K. L. Luhman; Allers K. N.; Jaffe D. T.; Cushing M. C.; Allers, K. N.; Jaffe, D. T.; Cushing, M. C.; Williams, K. A.; Slesnick, C. L.; Vacca, W. D. (2007). "Ophiuchus 1622-2405: Not a Planetary-Mass Binary". The Astrophysical Journal. Quyển 659 số 2. tr. 1629–36. doi:10.1086/512539.{{Chú thích tạp chí}}:  Quản lý CS1: nhiều tên: danh sách tác giả (liên kết)
99. ↑  Britt, Robert Roy (ngày 10 tháng 9 năm 2004). "Likely First Photo of Planet Beyond the Solar System". Space.com. Lưu trữ bản gốc ngày 4 tháng 7 năm 2012. Truy cập ngày 23 tháng 8 năm 2008.
100. ↑  "Should Large Moons Be Called 'Satellite Planets'?". Bản gốc lưu trữ ngày 5 tháng 5 năm 2012. Truy cập ngày 9 tháng 6 năm 2010.
101. ↑  D. R. Anderson và ctv.. "WASP-17b: an ultra-low density planet in a probable retrograde orbit". Thư viện Đại học Cornell. Lưu trữ bản gốc ngày 23 tháng 8 năm 2014. Truy cập ngày 13 tháng 8 năm 2009.
102. 1 2 3 4 5  Young, Charles Augustus (1902). Manual of Astronomy: A Text Book. Ginn & company. tr. 324–7.
103. ↑  Dvorak R.; Kurths J.; Freistetter F. (2005). Chaos And Stability in Planetary Systems. New York: Springer. ISBN 3540282084.{{Chú thích sách}}:  Quản lý CS1: nhiều tên: danh sách tác giả (liên kết)
104. ↑  Moorhead Althea V.; Adams Fred C. (2008). "Eccentricity evolution of giant planet orbits due to circumstellar disk torques". Icarus. Quyển 193. tr. 475. doi:10.1016/j.icarus.2007.07.009. arXiv:0708.0335.{{Chú thích tạp chí}}:  Quản lý CS1: nhiều tên: danh sách tác giả (liên kết)
105. ↑  "Planets – Kuiper Belt Objects". The Astrophysics Spectator. ngày 15 tháng 12 năm 2004. Lưu trữ bản gốc ngày 4 tháng 7 năm 2012. Truy cập ngày 23 tháng 8 năm 2008.
106. ↑  Tatum, J. B. (2007). "17. Visual binary stars". Celestial Mechanics. Trang web cá nhân. Bản gốc lưu trữ ngày 6 tháng 7 năm 2007. Truy cập ngày 2 tháng 2 năm 2008.
107. ↑  "A Correlation between Inclination and Color in the Classical Kuiper Belt". Astrophysical Journal. Quyển 566. 2002. tr. L125. doi:10.1086/339437. Bản gốc lưu trữ ngày 3 tháng 11 năm 2013. Truy cập ngày 10 tháng 6 năm 2010. {{Chú thích tạp chí}}: Đã bỏ qua tham số không rõ |authors= (trợ giúp)
108. 1 2  Harvey, Samantha (ngày 1 tháng 5 năm 2006). "Weather, Weather, Everywhere?". NASA. Bản gốc lưu trữ ngày 8 tháng 8 năm 2007. Truy cập ngày 23 tháng 8 năm 2008.
109. ↑  Winn Joshua N.; Holman Matthew J. (2005). "Obliquity Tides on Hot Jupiters". The Astrophysical Journal. Quyển 628. tr. L159. doi:10.1086/432834.{{Chú thích tạp chí}}:  Quản lý CS1: nhiều tên: danh sách tác giả (liên kết)
110. ↑  Goldstein R. M.; Carpenter R. L. (1963). "Rotation of Venus: Period Estimated from Radar Measurements". Science. Quyển 139 số 3558. tr. 910. doi:10.1126/science.139.3558.910. PMID 17743054.{{Chú thích tạp chí}}:  Quản lý CS1: nhiều tên: danh sách tác giả (liên kết)
111. ↑  Belton, M. J. S.; Terrile, R. J. (1984). Bergstralh J. T. (biên tập). "Uranus and Neptune; Rotational properties of Uranus and Neptune". tr. 327. Lưu trữ bản gốc ngày 4 tháng 7 năm 2012. Truy cập ngày 2 tháng 2 năm 2008.
112. ↑  Borgia, Michael P. (2006). The Outer Worlds; Uranus, Neptune, Pluto, and Beyond. Springer New York. tr. 195–206.
113. ↑  Lissauer, Jack J. (1993). "Planet formation". Annual review of astronomy and astrophysics. Quyển 31 (A94-12726 02-90). tr. 129–174. Bibcode:1993ARA&A..31..129L. doi:10.1146/annurev.aa.31.090193.001021.
114. ↑  Strobel, Nick. "Planet tables". astronomynotes.com. Lưu trữ bản gốc ngày 4 tháng 7 năm 2012. Truy cập ngày 1 tháng 2 năm 2008.
115. ↑  "Magnetically-Driven Planetary Radio Emissions and Application to Extrasolar Planets". Astrophysics & Space Science. Quyển 277. 2001. tr. 293. doi:10.1023/A:1012221527425. {{Chú thích tạp chí}}: Đã bỏ qua tham số không rõ |authors= (trợ giúp)
116. ↑  Xem trong Scientific Ameriacan số tháng 1 năm 2007, bài What is a planet của Steven Soter
117. ↑  Faber Peter; Quillen Alice C. (ngày 12 tháng 7 năm 2007). "The Total Number of Giant Planets in Debris Disks with Central Clearings". Khoa vật lý và thiên văn, Đại học Rochester. Lưu trữ bản gốc ngày 16 tháng 11 năm 2013. Truy cập ngày 23 tháng 8 năm 2008.{{Chú thích web}}:  Quản lý CS1: nhiều tên: danh sách tác giả (liên kết)
118. ↑  Brown, Michael E. (2006). "The Dwarf Planets". Viện Công nghệ California. Lưu trữ bản gốc ngày 18 tháng 12 năm 2014. Truy cập ngày 1 tháng 2 năm 2008.
119. 1 2  "Planetary Interiors". Khoa lý, Đại học Oregon. Lưu trữ bản gốc ngày 4 tháng 7 năm 2012. Truy cập ngày 9 tháng 8 năm 2018.
120. ↑  Elkins-Tanton, Linda T. (2006). Jupiter and Saturn. New York: Chelsea House. ISBN 0-8160-5196-8.
121. ↑  "Comparative model of Uranus and Neptune". Planet. Space Sci. Quyển 43 số 12. 1995. tr. 1517–1522. doi:10.1016/0032-0633(95)00061-5. Bản gốc lưu trữ ngày 11 tháng 10 năm 2007. Truy cập ngày 16 tháng 6 năm 2010. {{Chú thích tạp chí}}: Đã bỏ qua tham số không rõ |authors= (trợ giúp)
122. ↑  "An Ultradeep Survey for Irregular Satellites of Uranus: Limits to Completeness". The Astronomical Journal. Quyển 129. 2005. tr. 518–525. doi:10.1086/426329. arXiv:astro-ph/0410059v1. {{Chú thích tạp chí}}: Đã bỏ qua tham số không rõ |authors= (trợ giúp)
123. ↑  Introductory Astronomy & Astrophysics (ấn bản thứ 4). Saunders College Publishing. 1998. tr. 67. ISBN 0030062284. {{Chú thích sách}}: Đã bỏ qua tham số không rõ |authors= (trợ giúp)
124. ↑  Hunten D. M., Shemansky D. E., Morgan T. H. (1988), The Mercury atmosphere, Trong: Mercury (A89-43751 19–91). Nhà in Đại học Arizona, tr. 562–612
125. 1 2  "A map of the day-night contrast of the extrasolar planet HD 189733b". Nature. Quyển 447 số 7141. 2007. tr. 183. doi:10.1038/nature05782. PMID 17495920. {{Chú thích tạp chí}}: Đã bỏ qua tham số không rõ |authors= (trợ giúp); Đã bỏ qua tham số không rõ |lay-date= (trợ giúp); Đã bỏ qua tham số không rõ |lay-source= (trợ giúp); Đã bỏ qua tham số không rõ |lay-url= (trợ giúp)
126. ↑  Weaver D.; Villard R. (ngày 31 tháng 1 năm 2007). "Hubble Probes Layer-cake Structure of Alien World's Atmosphere". Đại học Arizona, Phòng thí nghiệm Mặt Trăng và hành tinh (thông cáo báo chí). Lưu trữ bản gốc ngày 8 tháng 8 năm 2007. Truy cập ngày 23 tháng 8 năm 2008.{{Chú thích web}}:  Quản lý CS1: nhiều tên: danh sách tác giả (liên kết)
127. ↑  "The signature of hot hydrogen in the atmosphere of the extrasolar planet HD 209458b". Nature. Quyển 445 số 7127. 2007. tr. 511. doi:10.1038/nature05525. PMID 17268463. {{Chú thích tạp chí}}: Đã bỏ qua tham số không rõ |authors= (trợ giúp)
128. ↑  "The phase-dependent infrared brightness of the extrasolar planet Andromeda b". Science. Quyển 314 số 5799. 2006. tr. 623. doi:10.1126/science.1133904. PMID 17038587. {{Chú thích tạp chí}}: Đã bỏ qua tham số không rõ |authors= (trợ giúp); Đã bỏ qua tham số không rõ |lay-date= (trợ giúp); Đã bỏ qua tham số không rõ |lay-source= (trợ giúp); Đã bỏ qua tham số không rõ |lay-url= (trợ giúp)
129. 1 2 3  Lucyann Mcfadden, Paul Weissman, Torrence Johnson, biên tập (2007). "Planetary Magnetospheres". Encyclopedia of the Solar System. Academic Press. tr. 519. ISBN 9780120885893. {{Chú thích sách}}: Đã bỏ qua tham số không rõ |authors= (trợ giúp)Quản lý CS1: nhiều tên: danh sách biên tập viên (liên kết)
130. ↑  Gefter, Amanda (ngày 17 tháng 1 năm 2004). "Magnetic planet". Astronomy. Lưu trữ bản gốc ngày 4 tháng 7 năm 2012. Truy cập ngày 29 tháng 1 năm 2008.
131. ↑  "On the internal structure and dynamic of Titan". Planetary and Space Science. Quyển 48. 2000. tr. 617–636. doi:10.1016/S0032-0633(00)00039-8. {{Chú thích tạp chí}}: Đã bỏ qua tham số không rõ |authors= (trợ giúp)
132. ↑  Fortes A. D. (2000). "Exobiological implications of a possible ammonia-water ocean inside Titan". Icarus. Quyển 146 số 2. tr. 444–452. doi:10.1006/icar.2000.6400.
133. ↑  Jones, Nicola (ngày 11 tháng 12 năm 2001). "Bacterial explanation for Europa's rosy glow". New Scientist Print Edition. Bản gốc lưu trữ ngày 26 tháng 1 năm 2013. Truy cập ngày 23 tháng 8 năm 2008.
134. ↑  Molnar L. A.; Dunn D. E. (1996). "On the Formation of Planetary Rings". Bulletin of the American Astronomical Society. Quyển 28. tr. 77–115. Bản gốc lưu trữ ngày 19 tháng 12 năm 2007. Truy cập ngày 18 tháng 6 năm 2010.{{Chú thích tạp chí}}:  Quản lý CS1: nhiều tên: danh sách tác giả (liên kết)
135. ↑  Thérèse, Encrenaz (2004). The Solar System . Springer. tr. 388–390. ISBN 3540002413.